# Júliusi forradalom
Ez a szócikk az 1830-ban lezajlott francia forradalomról szól. Más jelentésekhez lásd: Francia forradalom (egyértelműsítő lap).
Az 1830-as francia forradalom, amelyet júliusi forradalom néven is ismernek, a második francia forradalom volt az 1789-ben kezdődött francia forradalom után. Nyomában új király került a trónra I. Lajos Fülöp személyében, a „júliusi monarchia” néven ismert rendszer élére. Ez az 1815 és 1830 között másodszor visszaállított Bourbon-ház királyságát követte. A forradalom 1830 júliusának három napján, 27-én, 28-án és 29-én zajlott le, ezért les Trois Glorieueses („a három dicsőséges”) nevet is kapta.
Hosszú, a kormányt, a parlamentet és a sajtót érintő zaklatott időszak után X. Károly király 1830. július 26-ei rendeleteivel konfliktusba került a liberális többségű parlamenttel, mivel megtartani próbálta a neki kedvező, de kisebbségbe került kormányt. Erre számos párizsi fellázadt, barikádokat emeltek és megküzdöttek a Marmont herceg vezette katonai csapatokkal. A felkelés hamarosan forradalommá változott.
27-től 29-ig heves harcok folytak az egész fővárosban. 29-ére a felkelők elfoglalták a várost. A többségükben királyságpárti liberális képviselők ellenőrzésük alá vették a forradalmat. Némi habozás után liberálisabb alkotmányos monarchia mellett döntöttek dinasztiaváltoztatás segítségével. A Capeting-ház idősebb ágát, a Bourbon-házat egyik fiatalabb ága, a negyedik orléans-i ház követte. Orléans-i Lajos Fülöpöt kikiáltották immár nem „Franciaország királyá”-vá, hanem „a franciák királyá”-vá, és a francia forradalomtól származó trikolór lett újra az ország zászlaja a Bourbonok fehér zászlaja helyett.

## A forradalom okai
Az 1827-es törvényhozási választások nyomán a liberálisok lettek többségben a Képviselőházban, és X. Károly saját ultramonarchista nézetei és az új Ház nézetei között elhelyezkedő miniszterelnököt nevezett ki. Felkérte Martignac vikomtot, hogy félig liberális, félig tekintélyelvű kormányt alkosson. Azonban a liberális irányzat lendületben volt a nehéz gazdasági helyzet közepette.

### Lappangó gazdasági és társadalmi válság
1827 és 1829 között a termések gyengék voltak. 1829-ben a búza árra 50%-kal magasabb volt, mint 1824-ben. Az 1829–1830-as tél különösen kemény volt, a többi évszak pedig inkább esős. 1830-ban is a magas élelmiszerárak nagyon megviselték a vásárlóerőt. A munkanélküliség is megnőtt főleg a textilmanufaktúrák munkásai között, különösen Párizsban. Sok csőd is bekövetkezett, főleg bankokat súlytottak. 1828-ban zavargások törtek ki. Városon a drágulások, az elégtelen fizetések és a munkanélküliség ellen lázadoztak. A városokban a feszültségeket növelte falusiak bevándorlása, akik mély nyomorban éltek. Az ivóvíz elégtelensége, a szennyvíz elvezetésének hiánya és a szemét felgyülemlése gyakori járványokat okozott a városokban. A kolera, a tífusz és a fekete himlő szokásosak voltak. Az életkörülmények romlottak tehát a népi negyedekben, és a légkör kedvezett a lázadásoknak. Falun is történtek zavargások gabonaszállítmányok elindítása ellen vagy a vásárokon a gabonaárak miatt. Nyomorgók csoportjai bolyongtak mindenfele. Ismeretlen eredetű tüzek félemlítették meg Normandiát. Liberálisok és ultramonarchisták hárították egymásra a felelősséget ezekért. Egyébként XVIII. Lajos és X. Károly szűkítették társadalmi alapjukat azzal, hogy csak a felső nemesi rétegre támaszkodtak, holott a polgárság támogatott volna egy angol típusú parlamenti monarchiát. A polgárság kirekesztése akadályozta a rendszer tartós megalapozását. Az 1814-es alkotmányos karta nem volt módosítható a király beleegyezése nélkül, ő pedig nagyon szűken értelmezte, ezért a helyzet holtponton volt 1829-ben, és Martignac képtelen volt megoldani ezeket a válságokat.

### A Polignac-kormány megalakítása

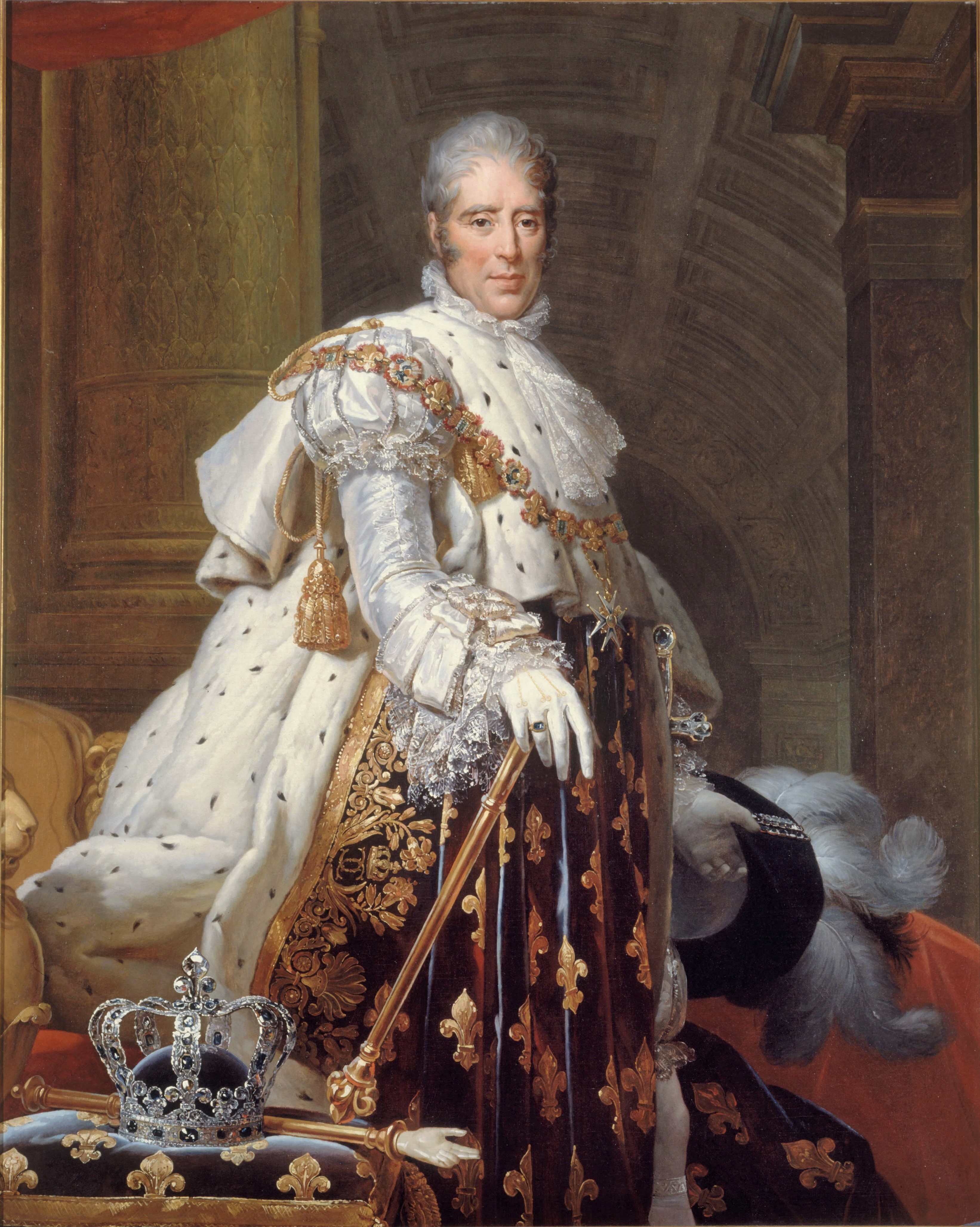
X. Károly koronázási öltözékben

Látva kompromisszumkísérletének kudarcát Martignackal, a király burkoltan politikai fordulatot készített elő. 1829-ben kihasználta azt, hogy a parlament nyári szünidőben volt, hirtelen felmondott Martignacnak, Jules de Polignac herceget tette meg külügyminiszternek és egyelőre kormányfő nélkül hagyta a kormányt. Ezt ultramonarchisták uralták, élükön Polignac mellett La Bourdonnais gróf, a belügyminiszter, aki 1815-ben kínzást és halált kért azokra, akik Napóleon cinkosai voltak ennek száz napos uralma alatt, valamint Bourmont tábornok, a hadügyminiszter, aki 1815-ben, a lignyi csatában átállt Napóleontól a porosz csapatokhoz. A hír közlése az augusztus 9-ei Le Moniteur universel-ben, azaz a hivatalos közlönyben bombaként hatott a liberálisokra, de rajtuk kívül is felháborodást keltett, például François-René de Chateaubriand-ban, aki ezért lemondott római nagyköveti posztjáról.
Nem állítható, hogy a király és Polignac államcsínyre gondoltak volna az ancien régime (a francia forradalom előtti rendszer) visszaállítására. Inkább az alkotmányos monarchia kétféle koncepciójáról, az 1814-es karta két ellentétes értelmezéséről volt szó 1829–1830-ban. A király hatalmáról zajlott a vita. A karta nem írt elő semmit konfliktus esetén a király és a parlament között. A minisztereket nem lehetett lemondatni parlamentbeli szavazattal. A karta 14. cikkelye jogot adott a királynak, hogy törvényerejű rendeleteket hozzon „a törvények végrehajtása és az állam érdekében”. A képviselők csak azt tehették meg, hogy nem szavazzák meg a költségvetést, ami törvénytelenné tehette az adók kivetését, ezzel megbénítva a kormány tevékenységét. A rendszer képviseleti volt, de nem parlamenti.

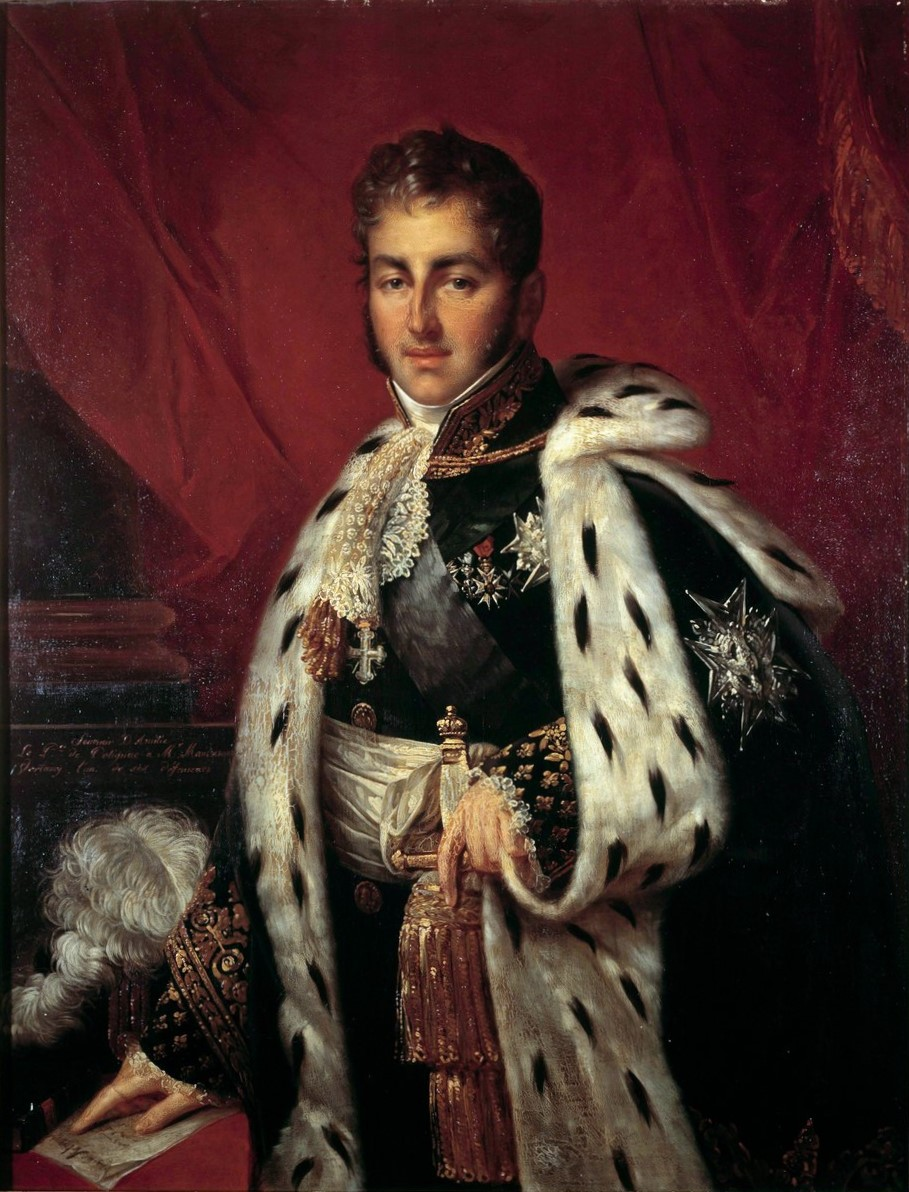
Polignac(wd) herceg
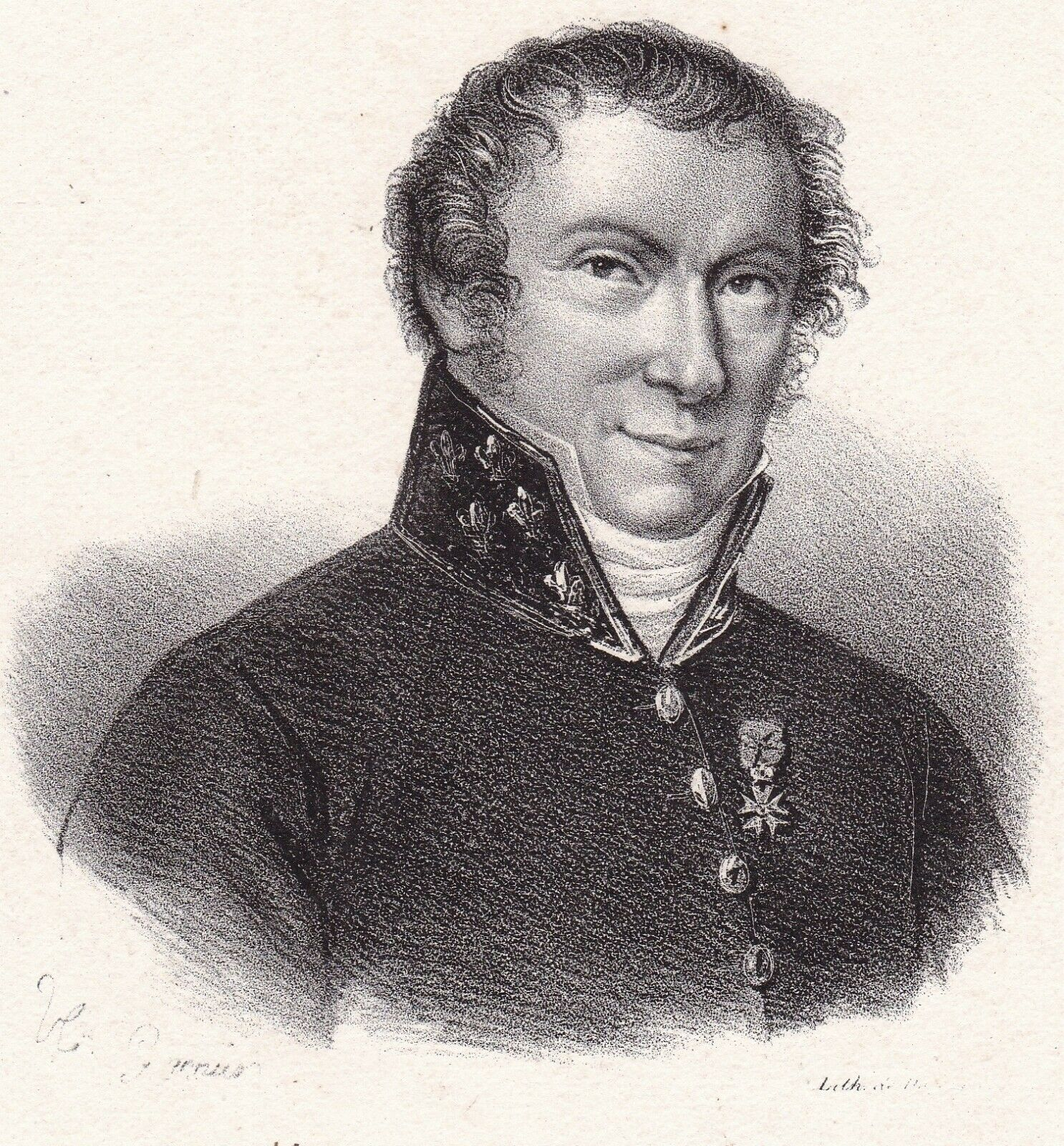
La Bourdonnais(wd) gróf
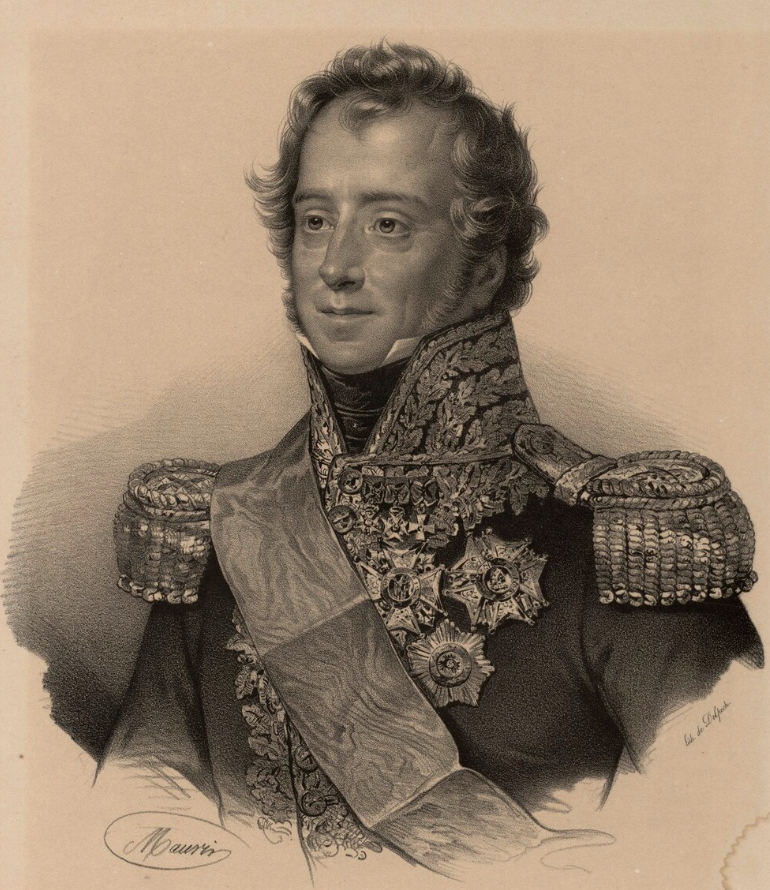
Bourmont(wd) tábornok

### A 221-ek beadványa

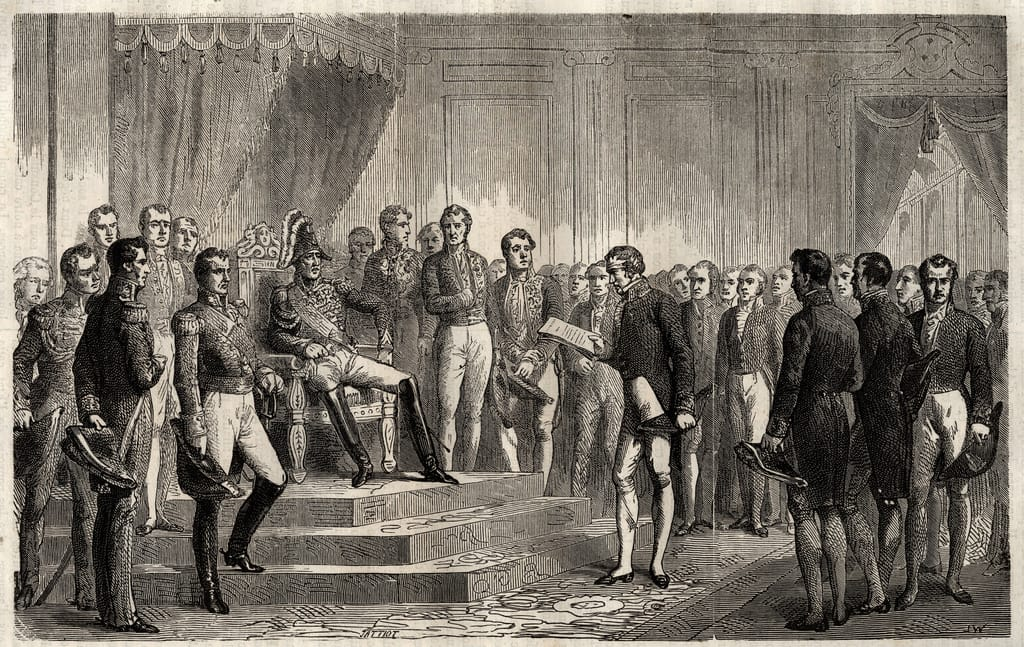
Pierre-Paul Royer-Collard felolvassa a királynak a 221-ek beadványát.

1830 elején Franciaországban a politikai légkör nagyon feszült volt. Az ellenzéket nagyon harcossá tette népszerűsége a kormány provokációival szemben. Adolphe Thiers, Armand Carrel, François Mignet és Auguste Sautelet új napilapot indítottak Le National címmel, amely első száma 1830. január 3-án jelent meg. A lap erélyesen küzdött a parlamenti monarchia mellett, nyíltan hivatkozva II. Jakab angol király 1688-ban történt trónfosztására és helyettesítésére vejével, Orániai Vilmossal, a kereskedő nagypolgárság kérésére. Más lapok is, mint a Le Globe és a Le Temps egyre nyíltabban támadták a királyt és a kormányt, miközben a Le Constitutionnel és a Journal des débats lapok is mérsékeltebben kiálltak a liberális eszmék mellett.
1830. március 2-án, amikor megnyílt a parlament ülésszaka, a király elmondta trónbeszédét, melyben bejelentette, hogy katonai expedíciót fog küldeni Algír elfoglalására, és közvetve megfenyegette a liberális többséget, hogy az 1814-es karta 14. cikkelyének értelmében rendeletekkel fog kormányozni, ha holtpontra kerül az intézmények tevékenysége. Azután a Képviselőház megnevezte azt az öt személyt, akik közül a király nevezze ki a Ház elnökét. Ez Pierre-Paul Royer-Collard lett. Továbbá a képviselők bizottságot neveztek ki, mely dolgozzon ki egy, a királynak benyújtandó beadványt. A karta értelmében a Háznak volt törvényhozási hatalma, de nem mondathatta le a kormányt. Azonban a képviselők beadványa bizalmatlansági indítvánnyal ért fel a kormány ellen. Március 15-én és 16-án megvitatták a beadvány tervezetét és 16-án megszavazta a 221 liberális képviselő. Március 18-án a Ház küldöttsége a király rezidenciájába, a Tuileriák palotájába ment felolvasni a beadványt a királynak, de ő hajthatatlan volt döntését illetően. Másnap a király rendelettel hat hónapra berekesztette a parlamenti ülésszakot.

### X. Károly döntésének következménye

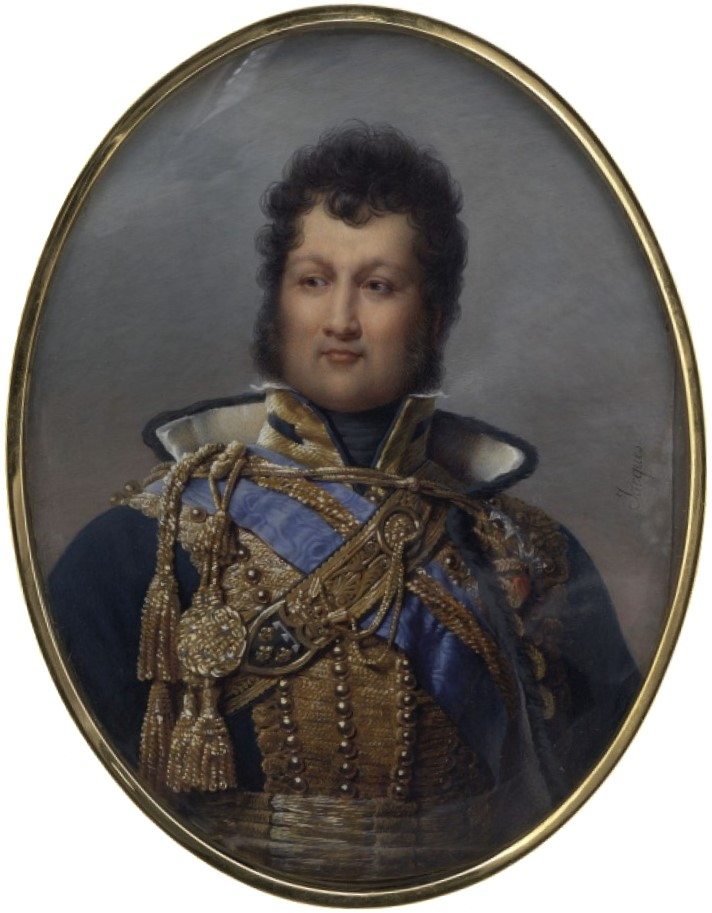
Orléans-i Lajos Fülöp herceg

A király döntése valóságos forrongást keltett. Mindenféle hírek terjengtek. Egyesek azzal vádolták X. Károlyt és minisztereit, hogy alkotmányos puccsot készítenek elő. Mások azt állították Polignacról, aki nagykövet volt Londonban és az angol miniszterelnök, Arthur Wellesley barátja, hogy zavargások esetén Franciaországban, ha a király felfüggeszteni vagy módosítani kényszerülne a karta egyes előírásait, kérni fogja Anglia és ennek közvetítésével más idegen hatalmak segítségét.

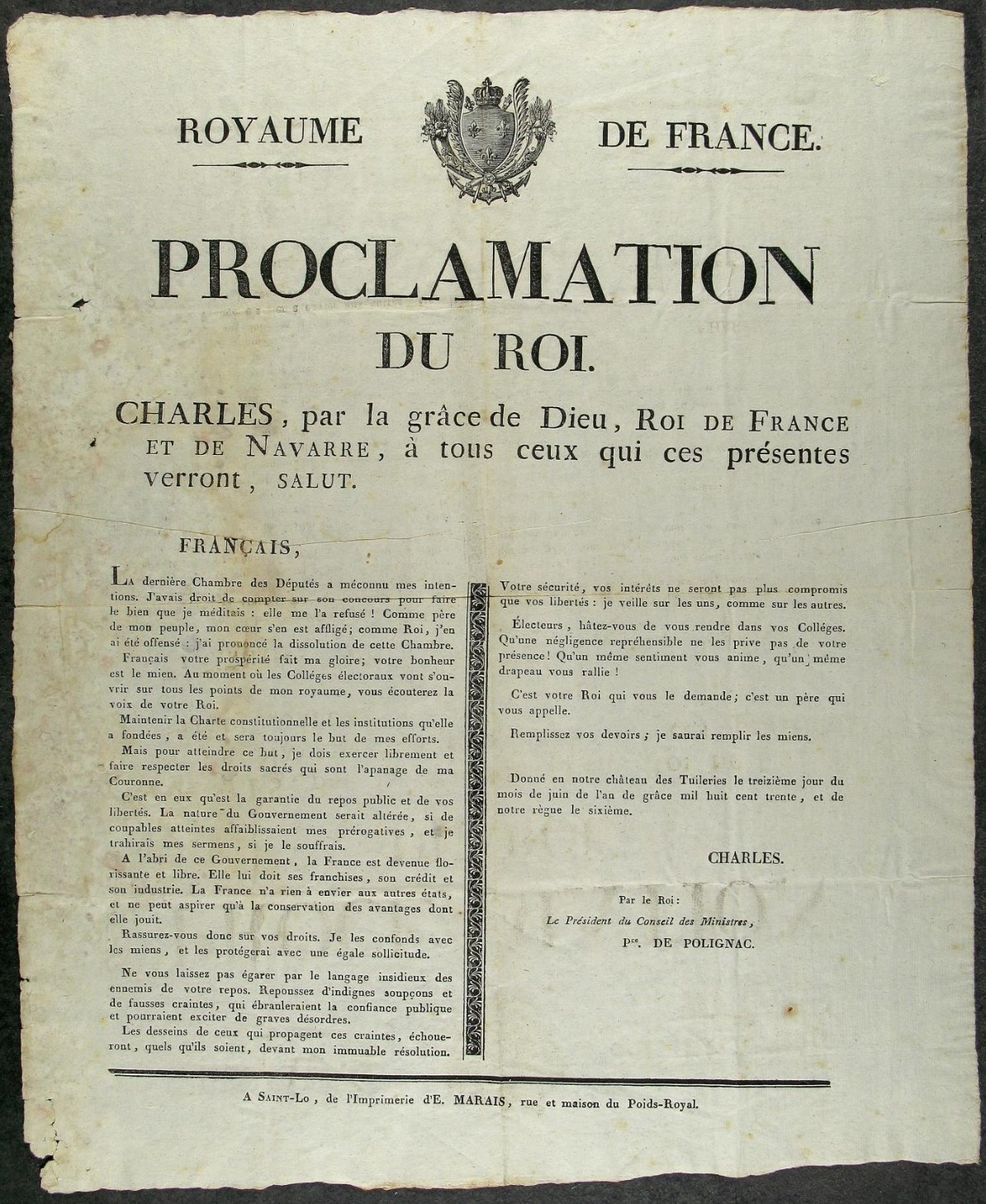
X. Károly 1830. június 13-ai kiáltványa

Jean Vatout, Orléans-i Lajos Fülöp herceg könyvtárosa azt tanácsolta alkalmazójának, hogy használja ki a helyzetet. Lajos Fülöp több bizalmasa, mint Étienne Maurice Gérard tábornok vagy Talleyrand herceg megvoltak győződve arról, hogy a Bourbonok idősebb ágának vége. Azonban Lajos Fülöp habozott. Májusban Párizsban fogadta rokonait, I. Ferenc nápoly–szicíliai királyt és feleségét, Mária Izabellát rezidenciájában, a Palais-Royalban. Május 31-én nagy ünnepséget rendezett tiszteletükre, melyen kivételesen X. Károly is rövid ideig megjelent. Miután ez elment, tömeg árasztotta el a Palais-Royal kertjét, melyet nem zártak be. Lajos Fülöp többször megjelent az erkélyen és a tömeg éljenezte, majd a királlyal és Polignackal szemben ellenséges kiáltások kezdtek hangzani. A tüntetés elfajult, zavargás kezdődött, amikor felgyújtották a kerti székeket, és ezért az udvar Lajos Fülöpöt tette felelőssé.
1830. május 16-án, miközben a francia hadsereg egy része készen állt Algír ellen indulni, X. Károly feloszlatta a Képviselőházat és összehívta június 23-ra a kerületek választói kollégiumait, és július 3-ra a megyék választói kollégiumait, melyek a képviselőket voltak hívatottak megválasztani. Erre a kormány felbomlott és újra lett szervezve. Két miniszter lemondott, másik kettő tárcát cserélt, belügyminiszter egy közismert ultramonarchista lett, és egy választási szakember került a kormányba hivatalosan az újdonságként létesült Közmunkaügyi Minisztérium élére.
Június 13-án a király kiáltványt intézett a franciákhoz a Le Moniteur universelben, melyben azzal indokolta a Ház feloszlatását, hogy ennek többsége félreismerte szándékait, és arra hívta fel a választókat, hogy ne szavazzanak azokra, akik a nyugalmuk ellenségei.
A választások eredménye vereséget jelentett a király számára. A kormányellenesek 221 mandátumról 270-re jutottak, a kormánypártiak száma 181-ről 145-re csökkent és 13 képviselőt mindkét tábor magáénak tekintett.

### Az 1830. július 26-ai rendeletek
A július 6-ai minisztertanácson Polignac megjegyezte, hogy a már régóta figyelembe vett, a karta 14. cikkelye által lehetővé tett rendeletekkel való kormányzás maradt az egyetlen út. Egyes fenntartások ellenére a király másnap ez irányban határozott. A főbb intézkedések már el lettek határozva: a Képviselőház újabb feloszlatása, a választási törvény módosítása, újabb választások kiírása, a sajtószabadság felfüggesztése. X. Károly szemében a liberálisok a kormányt zaklatva a monarchiát akarták megdönteni. Nem volt hajlandó meneszteni a kormányt és a rendeletekkel való kormányzást látta az egyetlen eszköznek a karta megtartására.

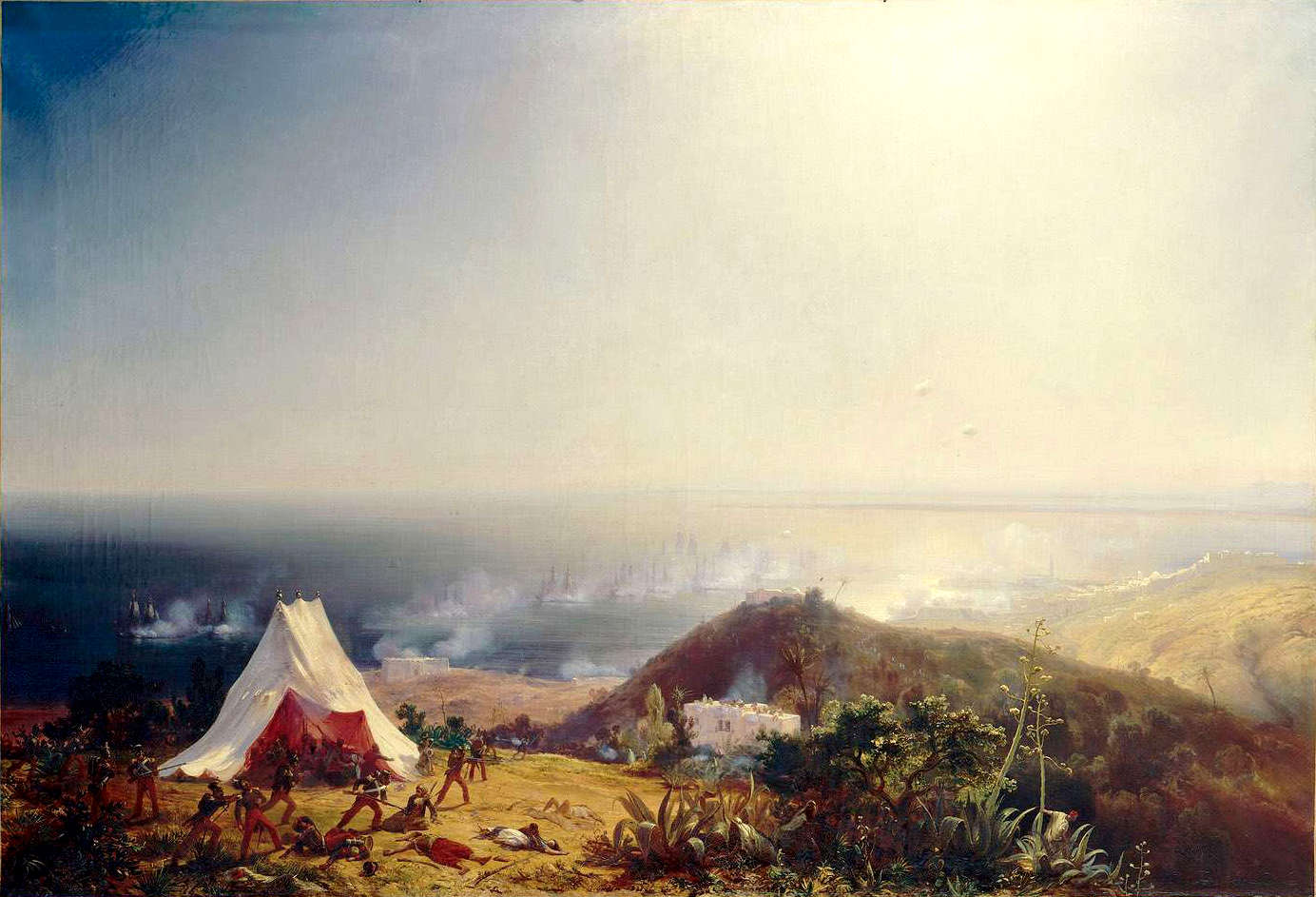
Algír támadása a tengerről 1830. június 29-én (Théodore Gudin festménye)

Július 9-én Algír elfoglalásának híre érkezett Párizsba. Ez a katonai siker, mely politikai is volt, elszántabbá tette a királyt szándékait illetően.
Július 10-én a király és a miniszterek a legnagyobb titokban kezdték elkészíteni a rendeleteket. Még a párizsi rendőrprefektust és a katonai hatóságokat sem vonták be a titokba, úgyhogy a rendfenntartás felelősei nem tettek semmiféle előkészületet zavargások esetére. Nem voltak meg a katonáknak szükséges többnapi utánpótlás eszközei, és emberenként csak 40 töltényük volt. Ennél is súlyosabb körülmény volt, hogy az 1827-ben felszámolt Nemzetőrség, mely polgári félkatonai szervezet volt, megtartotta fegyvereit. Polignac, aki a a hadügyminisztériumért is felelt, mivel a hadügyminiszter Algériában volt, biztos volt benne, hogy az a 18 000 katona, aki rendelkezésére állt Párizsban és környékén elég lenne egy esetleges ellenállás megtorlására.
A liberálisok, akik sejtették, mi készül, féltek egy népfelkeléstől, amit nem tudtak volna megfékezni. A nagy többségükben nemes és nagypolgári származású liberálisok nem voltak demokraták. Július 10-én 40 Victor de Broglie herceg házában összegyűlt képviselő és felsőházi tag azt határozta el, hogy királyi reformok esetén nem fogják megszavazni a költségvetést. Ugyanakkor megbeszélések kezdődtek a király környezetével ennek egyik bizalmasának közvetítésével. A Lajos Fülöphöz közel álló képviselők el tudták volna fogadni Polignac helyben maradását, változtatásokat a választási törvényben és a sajtó helyzetében, ha bevettek volna három liberálist a kormányba. Azonban a megbeszéléseknek vége szakadt, mivel megelégelve a liberálisok intrikáit, Polignac visszautasította javaslataikat. Eközben Lajos Fülöp július 9-én visszavonult családjával neuillyi kastélyába. Közömbösséget színlelt és várta a neki kedvező pillanatot.
Július 25-e estéjén az igazságügyi miniszter leadott közlésre hat királyi rendeletet a Le Moniteur universel főszerkesztőjének. Csak elég későn jelentek meg másnap, mivel Polignac késleltette a megjelentetésüket. Az alábbiakat tartalmazták:
- Az első felfüggesztette a sajtószabadságot és minden kiadványt a kormány engedélyezésére kötelezett.
- A második feloszlatta az alig megválasztott Képviselőházat, mely még egyszer sem ült össze.
- A harmadik úgy változtatta meg a szavazó jogot adó cenzust, hogy a liberálisabb nézetű kereskedő és ipari polgárság egy részét rekessze ki a választásokból, és lecsökkentette a képviselők számát 428-ról 258-ra. Ugyanakkor visszaállította a két fokozatú választási rendszert, melyben a képviselőket végül a megyei választói kollégiumok választották meg. Ezekben csak a választó kerületek választóinak negyede vett részt, azok, akik a legmagasabb adót fizették.
- A negyedik szeptember 6-ra és 13-ára írta ki a választásokat a választói kollégiumokban.
- Az ötödikben és a hatodikban a király kinevezte az Állami Tanács tagjait ultramonarchista személyiségekből választva ki őket.[23]

## A forradalom eseményei

### Július 26. A felkelés kezdete

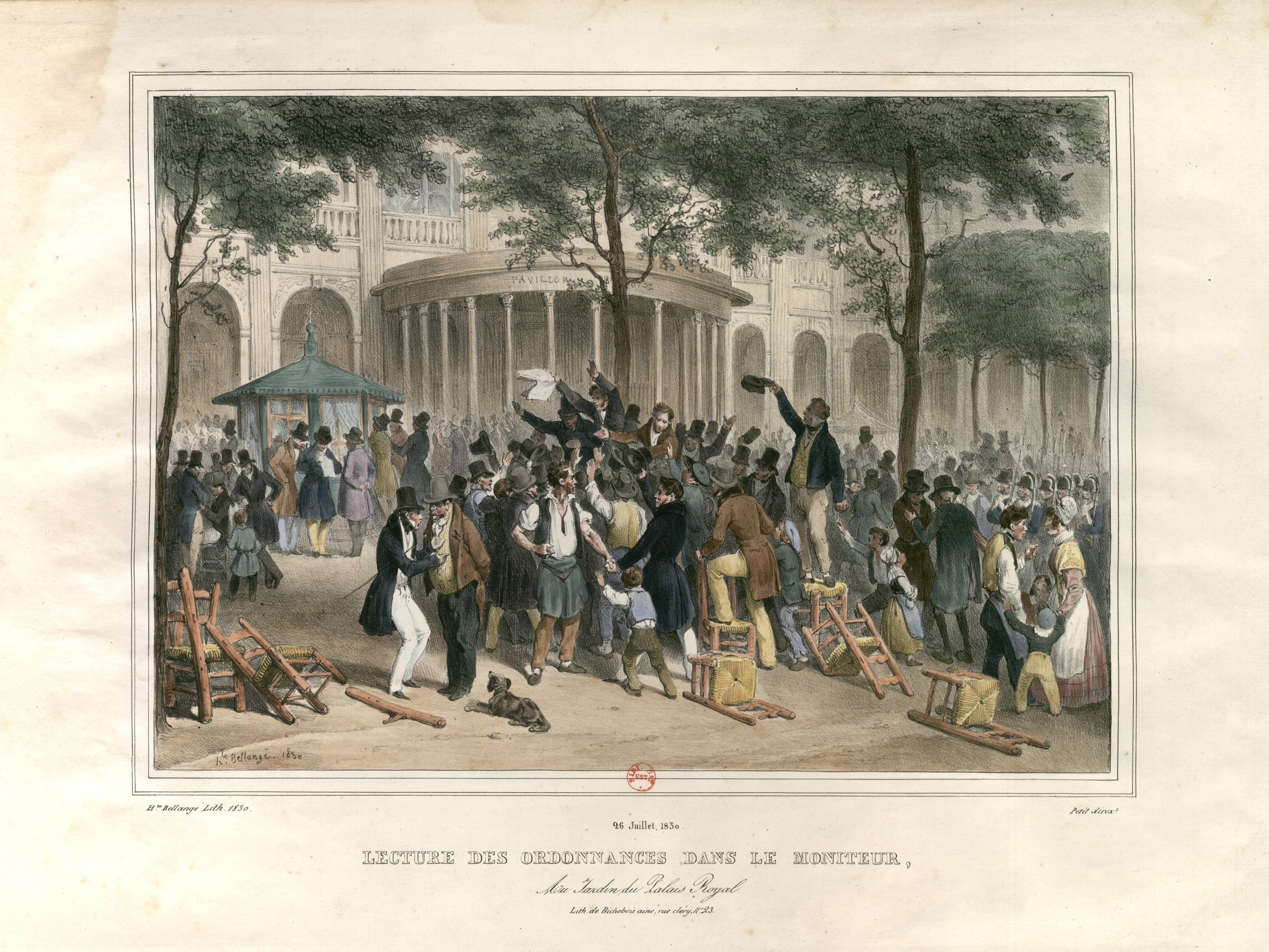
A királyi rendeletek felolvasása a Palais-Royalnál 1830. július 26-án

A rendeletek közlése döbbenetet keltett. Az ellenzék számított királypuccsra, de arra nem, hogy ez az augusztus 3-ra összehívott Képviselőház ülése előtt fog bekövetkezni, amikor a képviselők többsége nem volt Párizsban. A újságírók és a nyomdászok fel voltak háborodva, mivel a rendeletek megjelenésével egy időben a rendőrség betiltotta a lapok kinyomtatását előző engedélyeztetés nélkül.
Már koradélután a Le Constitutionnel újság tulajdonosai összejövetelt szerveztek ügyvédjüknél, André Dupinnél, aki Lajos Fülöp ügyvédje és liberális képviselő is volt. Néhány újságíró és ügyvéd vett részt. Dupin úgy vélte, hogy a rendeletek ellentétesek a kartával, tehát törvénytelenek, de Charles de Rémusat újságíró javaslatát, hogy tiltakozást szerkesszenek meg, azzal utasította vissza, hogy az összejövetel ügyvédi irodájában zajlik, és ezért nem lehet politikai jellege. Erre két újságíró a Le National laphoz ment, ahol több más újságíró is jelen volt az ottani szerkesztőséggel együtt, melynek Adolphe Thiers is tagja volt. A lap rendkívüli kiadást közölt, benne felhívással adósztrájkkal való ellenállásra. Tiltakozást is megfogalmaztak 44 újságíró nevében, mely másnap jelent meg a Le National, a Le Globe és a Le Temps lapokban. Kijelentették benne, hogy a miniszterek megszegték a törvényességet, és ők ezért megtagadják az engedelmességet, anélkül jelentetik meg lapjaikat, hogy engedélyt kérnének hozzá.

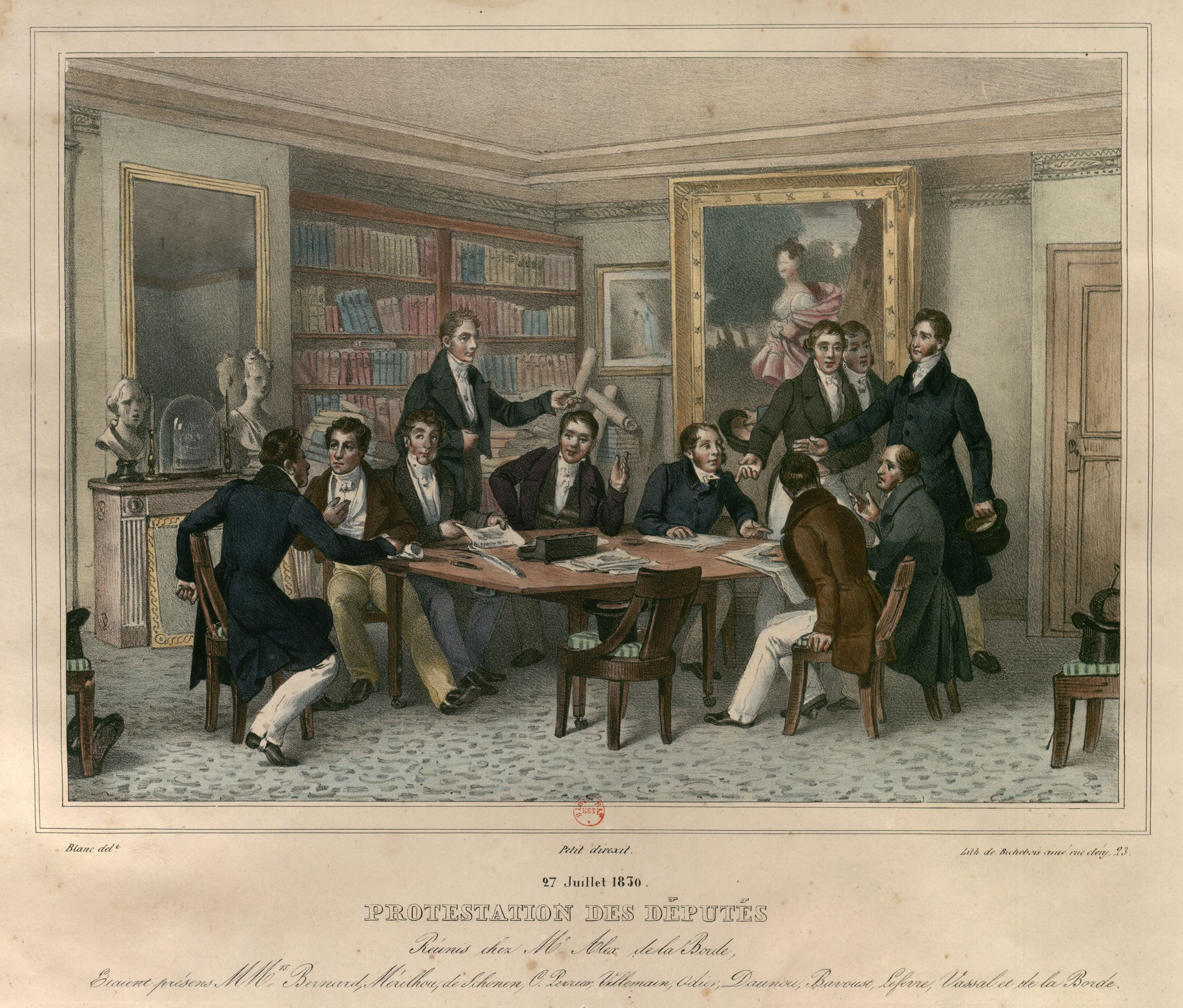
Az Alexandre de Laborde-nál összegyűlt képviselők 1830. július 27-én

Közben a Párizsban jelen levő liberális képviselők szervezkedni próbáltak, de tartottak a kormány reagálásától. Először 26-án délután jöttek össze Casimir Perier képviselőnél. Louis Bérard képviselő egységes tiltakozást javasolt, de társai nem követték, ezért a Le Nationalhoz ment és az ottaniak tiltakozásához csatlakozott. Este Alexandre de Laborde képviselőnél gyűltek össze tizenöten. Bérard újból közös tiltakozásra hívott fel, de sikertelenül. Csak abban állapodtak meg, hogy másnap koradélután ismét összegyűlnek.
Ugyanakkor tüntető csoportok kezdtek kialakulni a Palais-Royalnál, a Carrousel téren és a Vendôme téren. A tüntetők felismerték Polignac hintóját, amint a Külügyminisztériumba igyekezett, megdobálták kövekkel, de a kocsisnak sikerült behajtania az épület udvarába, és az ottani csendőröknek bezárniuk a kaput. Egyelőre ez a kezdet nem folytatódott jelentősen és a nyugodt éjszaka megnyugtatta a hatóságokat.

### Július 27. A kövek napja

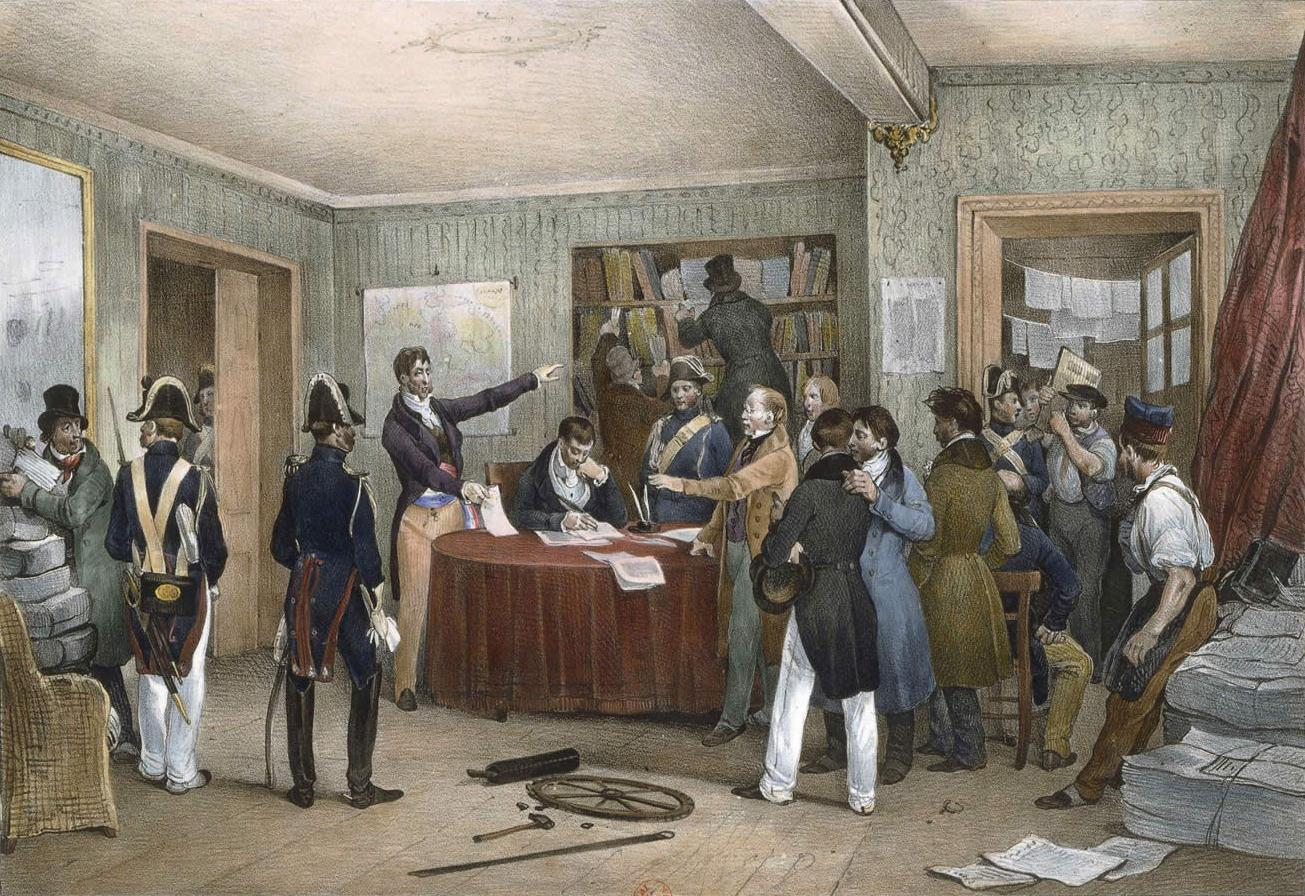
A Le National nyomdagépének elkobzása

A Le National, a Le Temps és a Le Globe engedély nélkül jelentek meg és az újságírók tiltakozását közölték. Azonnal a rendőrprefektus megparancsolta a három újság nyomdagépeinek elkobzását, és az ügyészség letartóztatási parancsot adott ki a tiltakozás aláírói ellen. A munka nélkül maradt nyomdászok összetűztek a rendőrökkel. Számos liberális érzelmű műhelytulajdonos bezárt és elengedte alkalmazottait azért, hogy részt vehessenek a tüntetéseken.

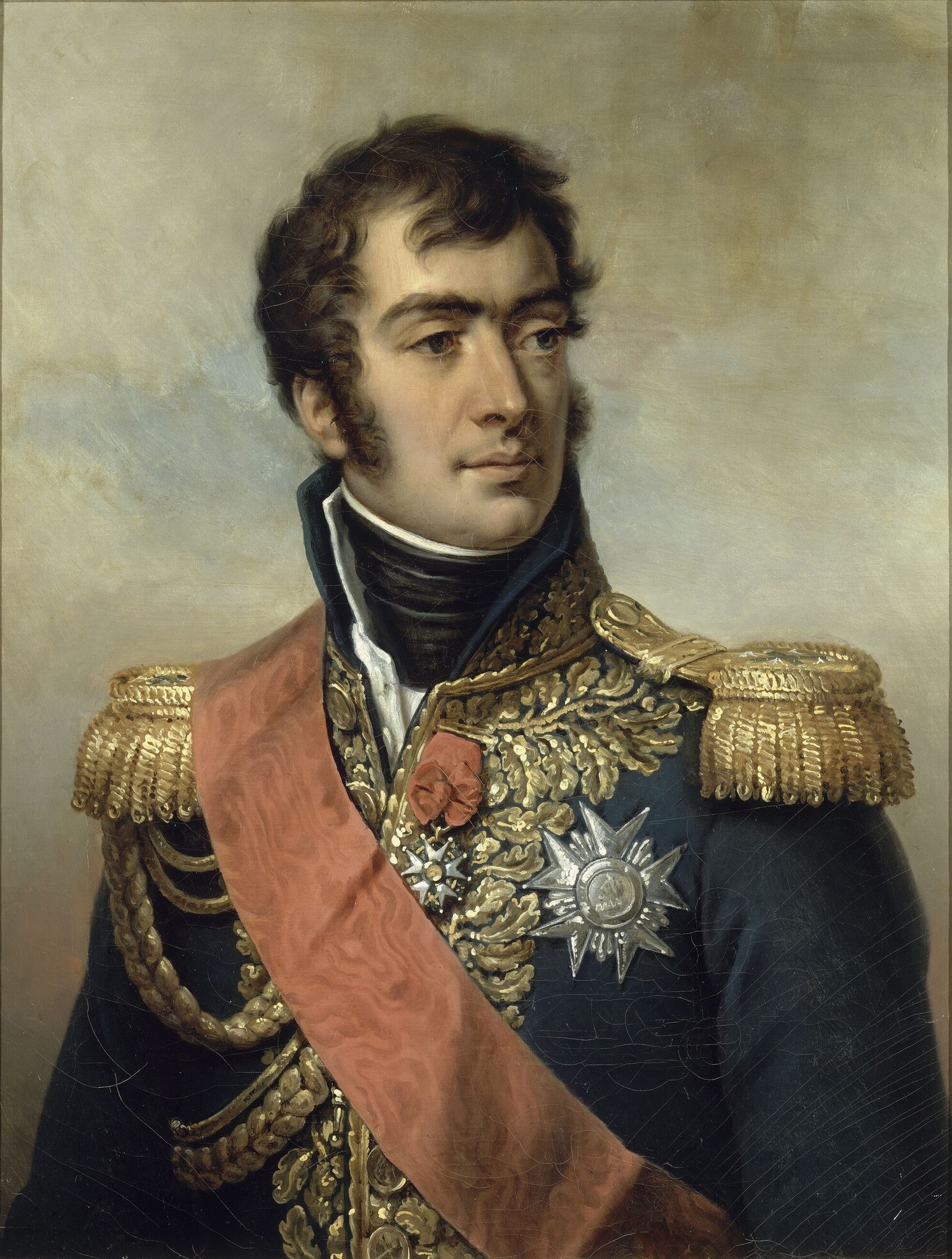
Marmont herceg

Polignac csak dél felé adta át rendeletét a párizsi hadosztály parancsnokságával való megbízással Marmont hercegnek. Ez a Napóleon volt katonája tapasztalt, de népszerűtlen volt. 1814-ben, miután elvesztette a párizsi csatát és kilátástalannak látta a helyzetet, átadta hadtestét a szövetségeseknek. Amikor visszatért Elba szigetéről, Napóleon árulónak mondta ki. Kinevezése felbőszítette a tömeget. Egyébként Marmont nem lelkesedett azért, hogy kiszemelték egy kevéssé dicsőséges műveletre. Utálta Polignacot és neheztelt rá, amiért nem őt bízták meg az algíri expedíció vezetésével. A rend visszaállítására kb. 11 500 emberrel rendelkezett. A királyi őrség ezredei, köztük egy svájciak alkotta ezred, összesen 5500 ember megbízhatónak számított. A többiek a hadsereg gyalogezredei voltak, felkészületlenek arra, hogy civilekre lőjenek.
Kora délután kb. harminc liberális képviselő gyűlt össze Casimir Perier-nél. Az összejövetelt a Ház korelnöke vezette. A képviselők többsége nyugtalan volt, azon tanakodtak, hogy joguk van-e összeülni. Bérard ismét tiltakozás megfogalmazását javasolta. Abel-François Villemain képviselő egyszerű X. Károlyhoz intézett levelet sugalmazott, André Dupin pedig egyéni tiltakozásokat. Újabb kertelések után François Guizot képviselő vállalta, hogy a költségvetés megszavazásának megtagadására fog készíteni tervezetet másnapra. Végül a képviselők úgy váltak szét, hogy nem határoztak el semmi világosat. Valójában többségük nem akart helyrehozhatatlan helyzetet köztük és a király meg a kormány között, és megelégedett volna a rendeletek visszavonásával és kormányváltoztatással.
A nyomdák munkásai voltak az első összecsapások kirobbantói. Megjelentek az első barikádok a Saint-Honoré utcában és a Palais-Royal körül. Marmont elfoglaltatta a város stratégiai pontjait, és emberei próbálták visszaszorítani a tüntetőket, akik ellenálltak. Kis számú köztársaságpárti, főleg egyetemistákból álló csoportok, és Napóleon volt császárt csodálók csoportjai már régebben akarták és készültek megdönteni a királyságot. Megragadták az alkalmat és a felkelés vezérei lettek. Felkelésre hívták a munkásokat Párizs keleti részén a népi negyedekben. A tüntetéseken provokálni igyekeztek a rendfenntartó erőket, hogy vér follyon és elkerülhetetlen legyen a harc. A tüntetők kockaköveket, téglákat és virágos cserepeket dobáltak a velük szemben állókra. Ezeknek sebesültjeik lévén, felbőszülten lőni kezdtek a tüntetőkre, és elestek az első áldozatok. A felkelők vezérei holttesteket tartva mentek az élükön, hogy szítsák a tüntetők bosszúvágyát. A felkelők fegyverüzleteket raboltak ki. Az 1827-ben felszámolt Nemzetőrség számos volt tagjai is, akik akkor megtartották fegyvereiket, a felkelők közé léptek. Ezzel forradalom kezdődött el.

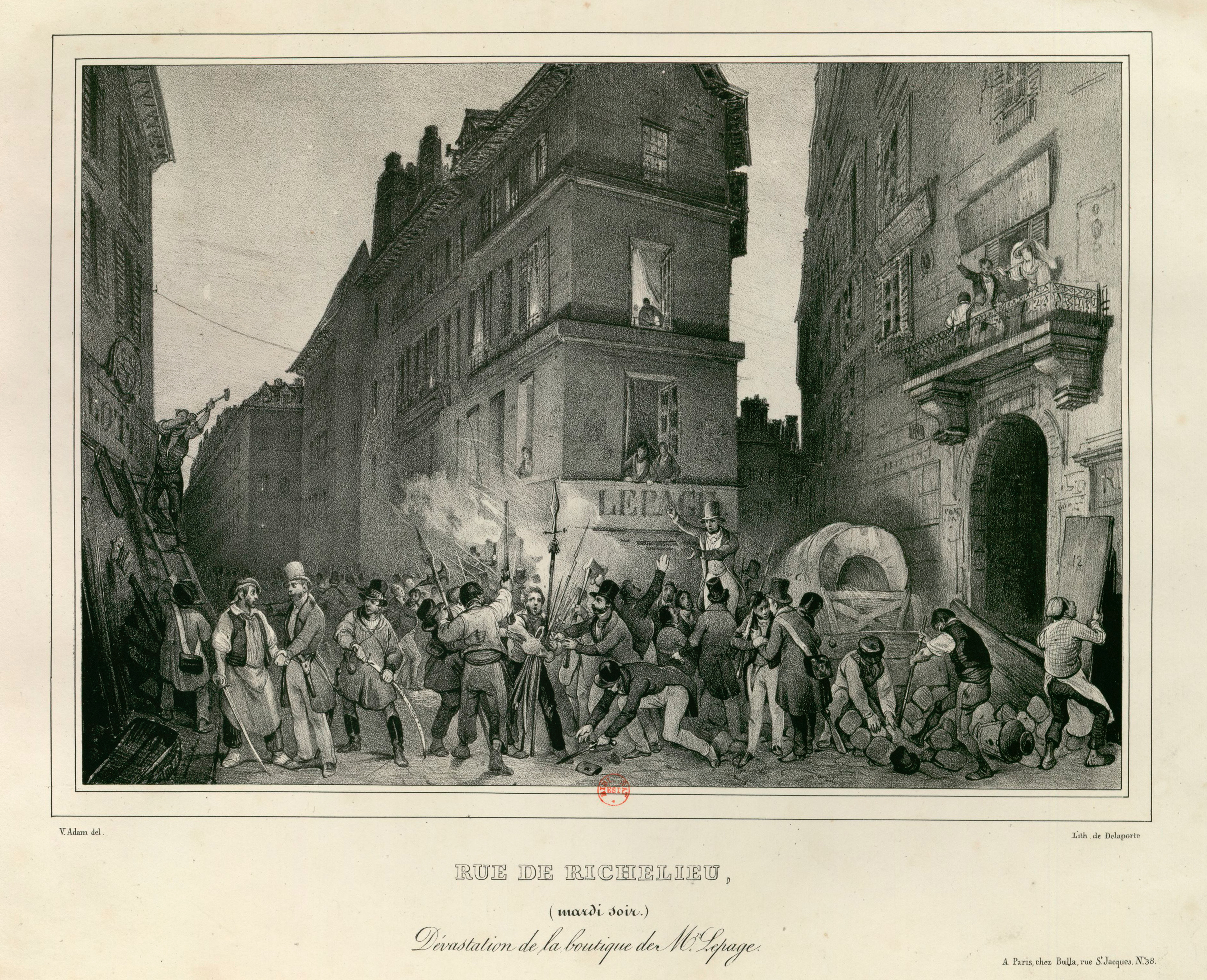
A Le Page fegyverüzlet kifosztása július 27-én

### Július 28. Népi forradalom

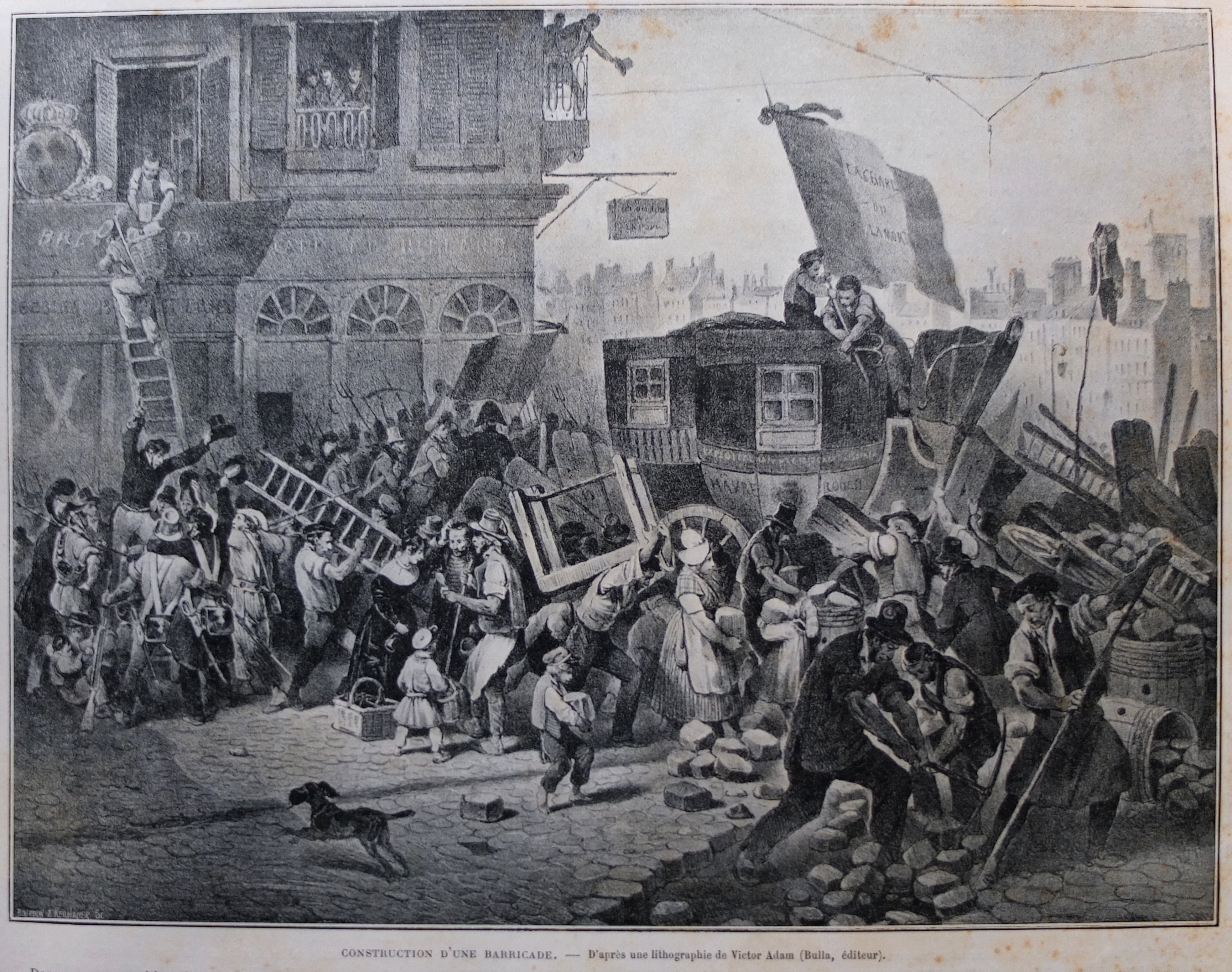
Barikád építése 1830. július 28-án

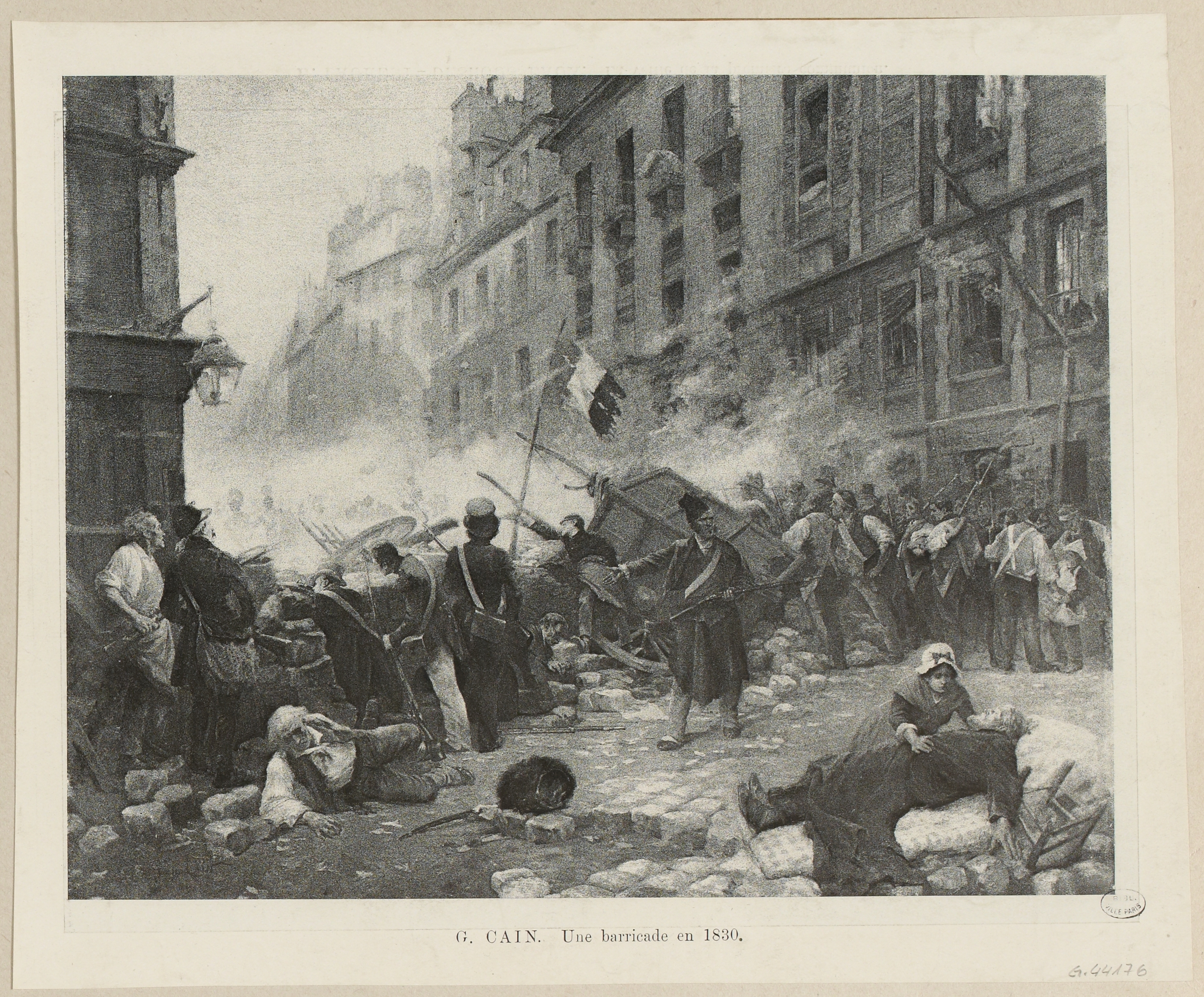
Barikád harcban az 1830-as forradalom alatt

Reggelre a város központjában és keleti részén sok barikádot emeltek. Egyetemisták, munkások, volt nemzetőrök és volt katonák tömege fegyverraktárakat foglalt el. Elfoglalták a városházát és a Notre-Dame székesegyházat és kitűzték rájuk a trikolórt.
Marmont üzenetet küldött a királynak, aki a saint-cloud-i kastélyban tartózkodott, jelentve neki, hogy már nem felkelésről van szó, hanem forradalomról, hogy aznap még a királyság talán megmenthető, de másnap lehet, hogy már nem. Újabb parancsokat várt tőle, de nem jött válasz. Később megtudta Polignactól, hogy a király ostromállapotot rendelt el Párizsban, és hogy mint parancsnok teljhatalmat kapott, mivel a király nem fogadta el a képviselők javaslatát, hogy vonja vissza a július 26-ai rendeleteket és mondassa le a minisztereket a harcok megszűnése érdekében. Erre Marmont támadást indított a felkelők ellen, de egyelőre megparancsolta embereinek, hogy ne lőjenek.
Súlyos harcok folytak egész nap a nyári nagy melegben. A városháza többször cserélt gazdát és végül a felkelők lettek az urai. A katonák a barikádok csapdájába estek a szűk utcákon. Egyes felkelők lőttek rájuk, a leghatékonyabban az emeleti ablakokból, ahonnan mások mindenféle nehéz tárgyakat dobtak rájuk. A katonáknak nem volt elég lőszerük és élelmük sem.
11 órakor a miniszterek a Tuileriákba menekültek, ahol Marmont rendezte be hadiszállását. A képviselők küldöttségei továbbra is próbálták elérni a királytól és Polignactól a rendeletek visszavonását. Marmont is üzenetet küldött a királynak, azt tanácsolva neki, hogy használja ki a kínált lehetőséget, de sem Polignac, sem a király nem voltak hajlandók engedményekre. Estefelé a király megparancsolta Marmont-nak, hogy vonja vissza csapatait a Louvre és a Champs-Élysées közé és tartson ki. Mégis a helyzet még bizonytalannak látszott a felkelők számára. Azon a napon még több letartóztatási parancsot adtak ki újságírók és képviselők ellen, bár a rendőrprefektúra lehetetlennek nyilvánította az újságírók letartóztatását, Marmont pedig nem egyezett bele a képviselők letartóztatásába. Azonban vidékről még jöhettek katonai egységek a felkelés leverésére.

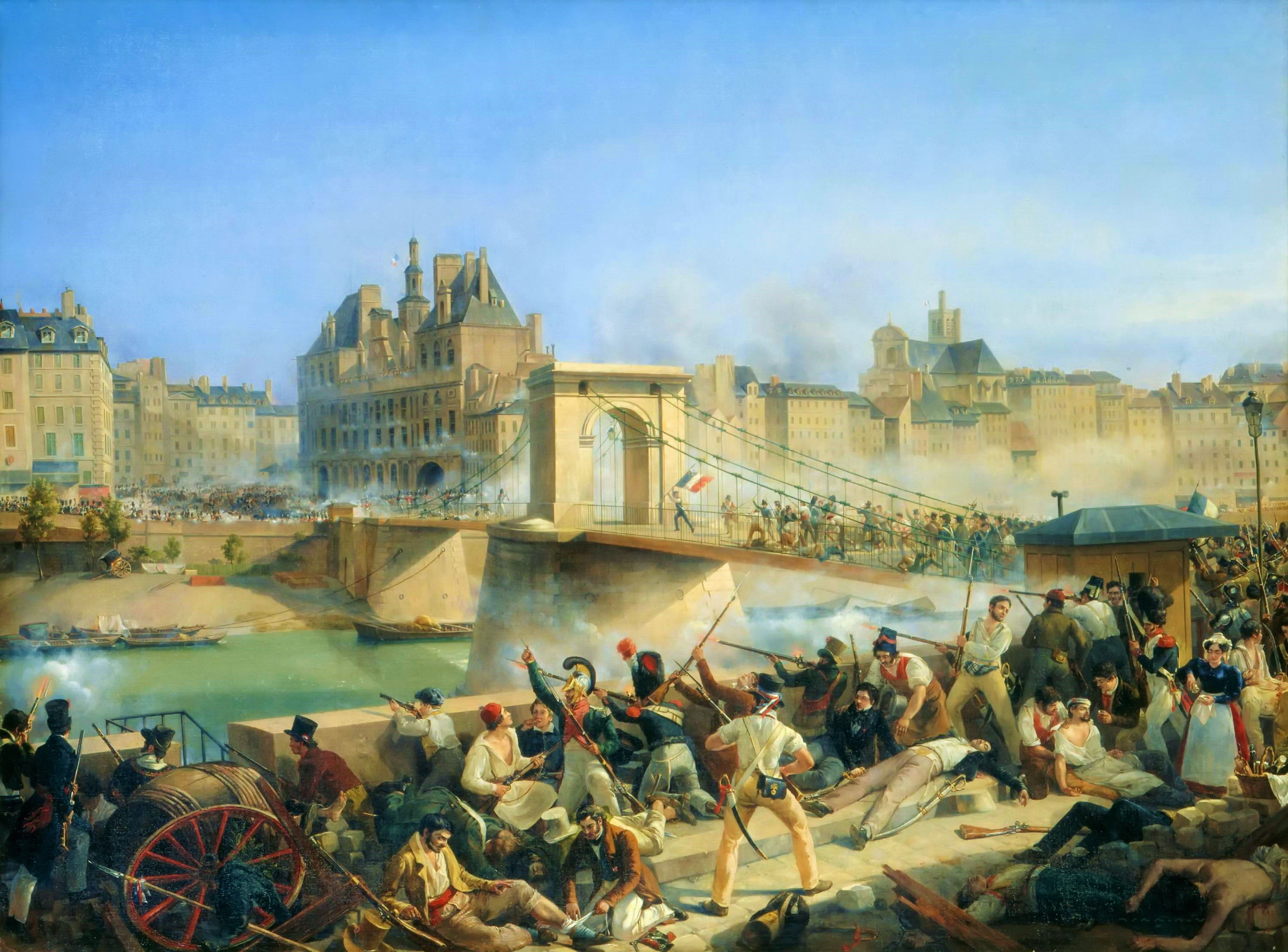
A városháza támadása a felkelők által, miután elfoglalták a katonák (Amédée Bourgeois festménye)

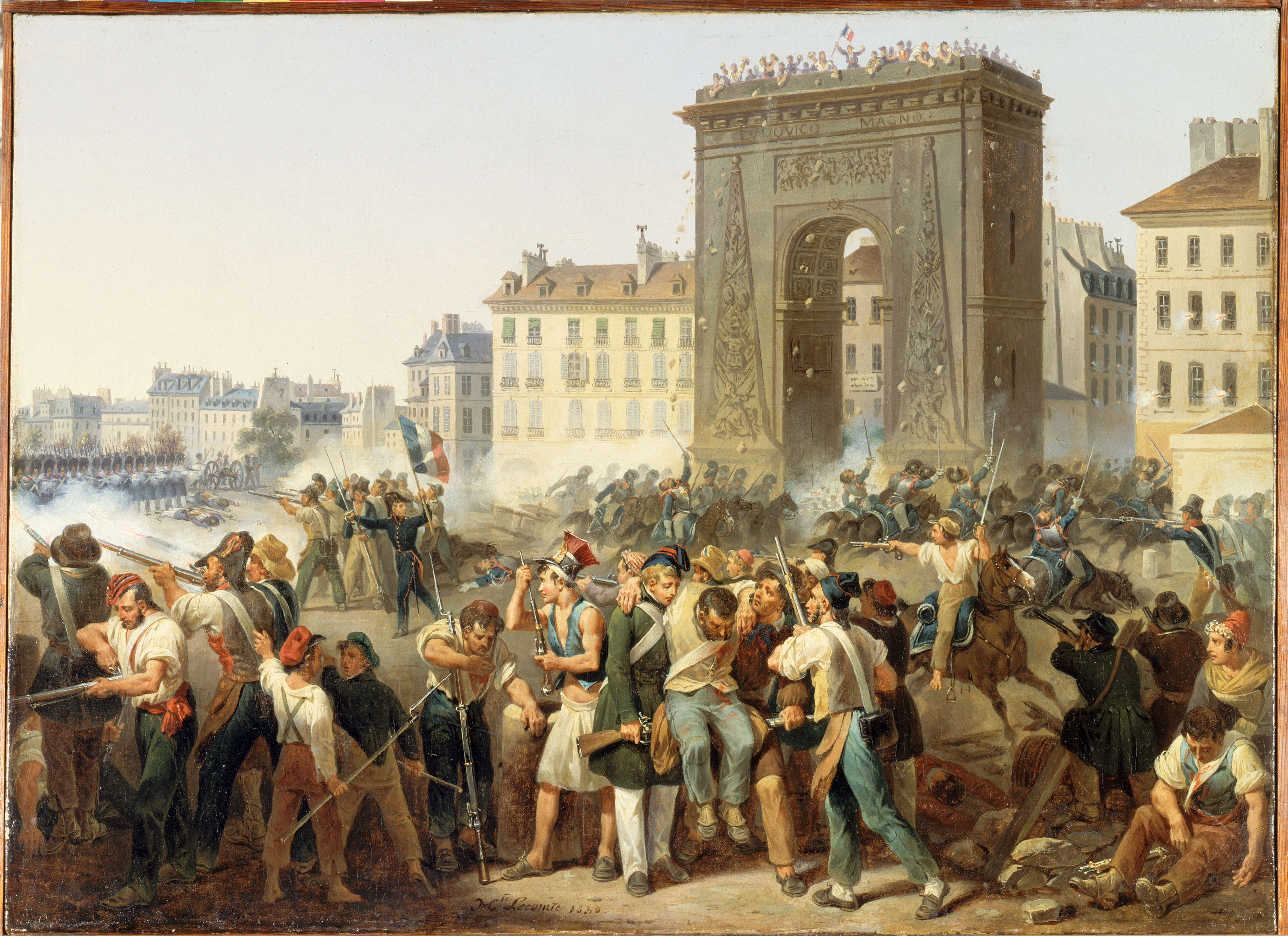
Összecsapás a Saint-Denis kapunál (Hippolyte Lecomte festménye)

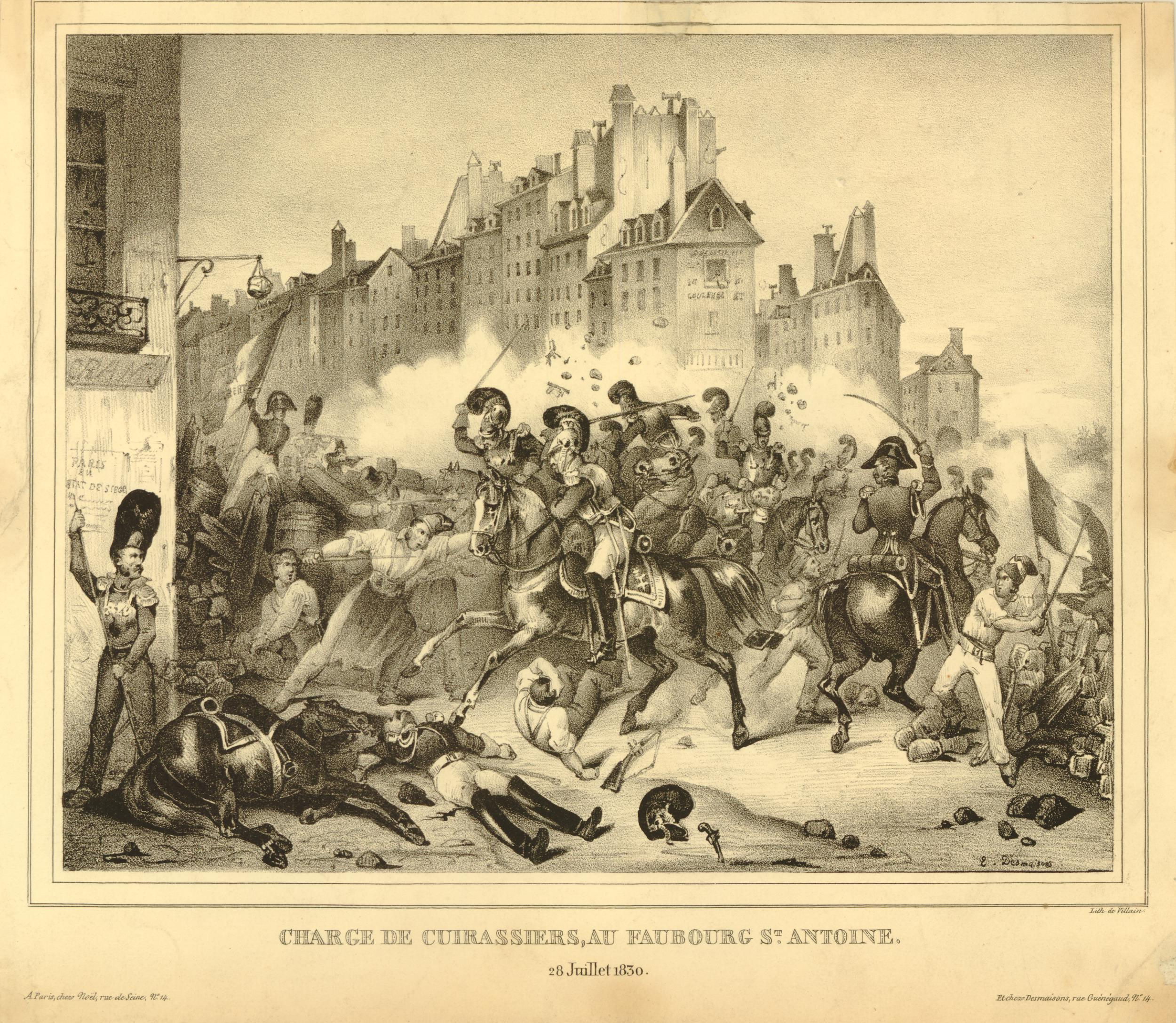
Vérteslovasok támadása a Saint-Antoine negyedben

### Július 29. A felkelés győzelme

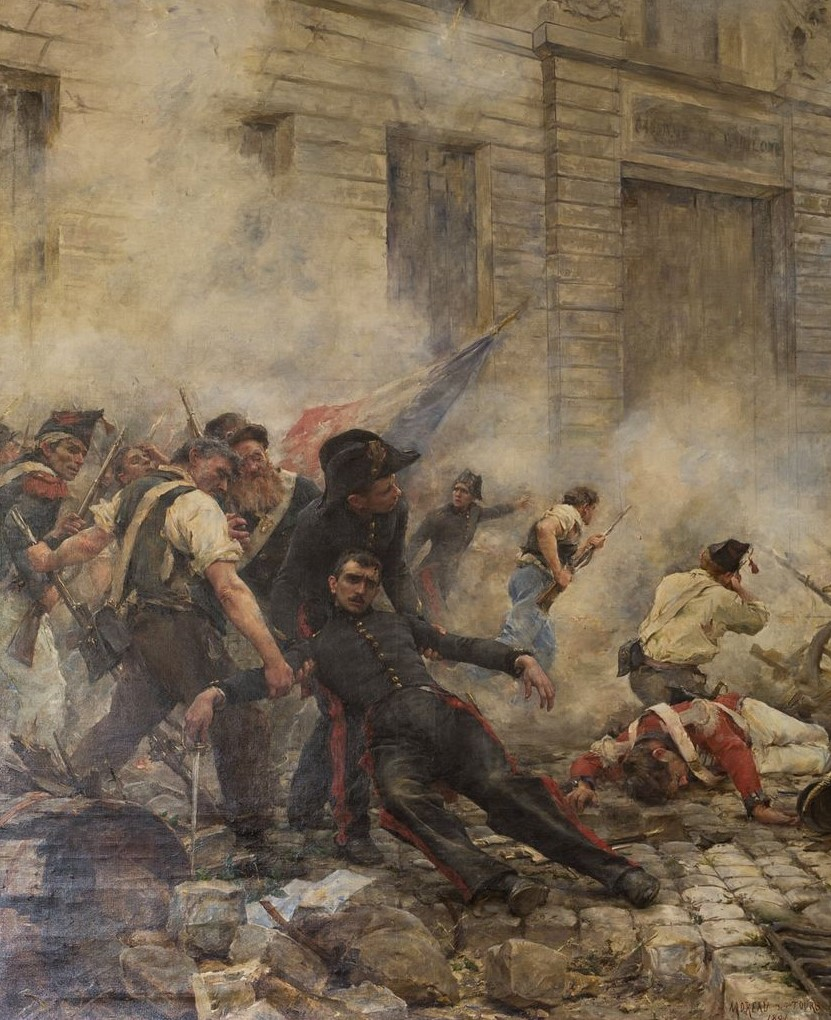
Louis Vaneau, az École polytechnique diákjának halála (Georges Moreau de Tours festménye)

Az éjszaka folyamán még több barikádot emeltek a városban, és reggel a felkelők támadásba lendültek. A hadsereg két ezrede átállt a felkelőkhöz, ugyanis sok altiszt a francia forradalom seregében, majd Napóleonéban szolgált. Marmont átvezényelt egységeket a Louvre-tól és a Tuileriáktól, hogy töltsék ki a keletkezett űrt, de az ott maradottak nem tudtak ellenállni a felkelőknek és elfutottak. A felkelők elfoglalták a Louvre-t és a Tuileriákat, majd délre az egész várost. Marmont a maradék csapataival nyugati irányban vonult kifelé a városból.
Még hajnalban két felsőházi tag a Tuileriákba ment arra kérni Polignacot, hogy mondjon le és érje el a rendeletek visszavonását. Azok ketten és Polignac is külön-külön Saint-Cloud-ba siettek, egy időben értek oda és a király előtt szólalkoztak össze, miközben X. Károly Marmont csapatainak vereségének hírét kapta.
Reggel Jacques Laffitte bankárnál képviselők és újságírók gyűltek össze azzal a céllal, hogy Lajos Fülöpöt juttassák hatalomhoz. Két részvevőt küldtek Neuillybe Lajos Fülöphöz sürgetni őt, hogy legyen az új király. Az összejövetel alatt La Fayette márki bejelentette, hogy elfogadta az újra létrehozó félben levő Nemzetőrség parancsnokságát. Ezen kívül a részvevők öttagú ideiglenes Városi Bizottságot hoztak létre a hatóságok, beleértve a kormány által elhagyott főváros igazgatására. Köztük volt két, az 1814-es kartához, tehát a királyi államformához hű mérsékelt liberális, és két aktív köztársaságpárti. Az ötödik is ellenzéki volt, de nem voltak határozott nézetei. A Városi Bizottság és La Fayette délután a városházán rendezkedtek be.
16 óra felé a király végül beleegyezett új kormány megalakításába Mortemart herceg vezetésével, rendeletei visszavonásába és a Képviselőház összehívásába. Mortemart már a francia forradalom előtt arisztokrata volt és azután Napóleon híve lett, és volt rá esély, hogy a liberális képviselők elfogadják. Ez X. Károly királysága megmenekülését jelenthette. Estefelé a király három küldötte Párizsba indult ismertetni a király döntését. Sok időbe került áthaladniuk a barikádokon, hogy a városházához érjenek 20 órára. A Városi Tanács és La Fayette fogadták őket hivatalos bizonyítékot kérve tőlük a döntésről, ami a küldötteknek nem volt. Az egyik küldött Laffitte-hez is elment, ahol az összegyűlt képviselők elfogadhatónak találták X. Károly trónon maradását és a javasolt miniszterelnököt. Visszaküldték a küldöttet Saint-Cloud-ba azzal az üzenettel, hogy Mortemart a lehető leggyorsabban jöjjön Párizsba kinevezését igazoló hivatalos dokumentumokkal. Azt ígérték a küldöttnek, hogy éjjel egy óráig várják vissza. Mivel fél kettőkor még nem volt Laffitte-nél, a képviselők összejövetele véget ért. Ezzel X. Károly elveszítette trónját.

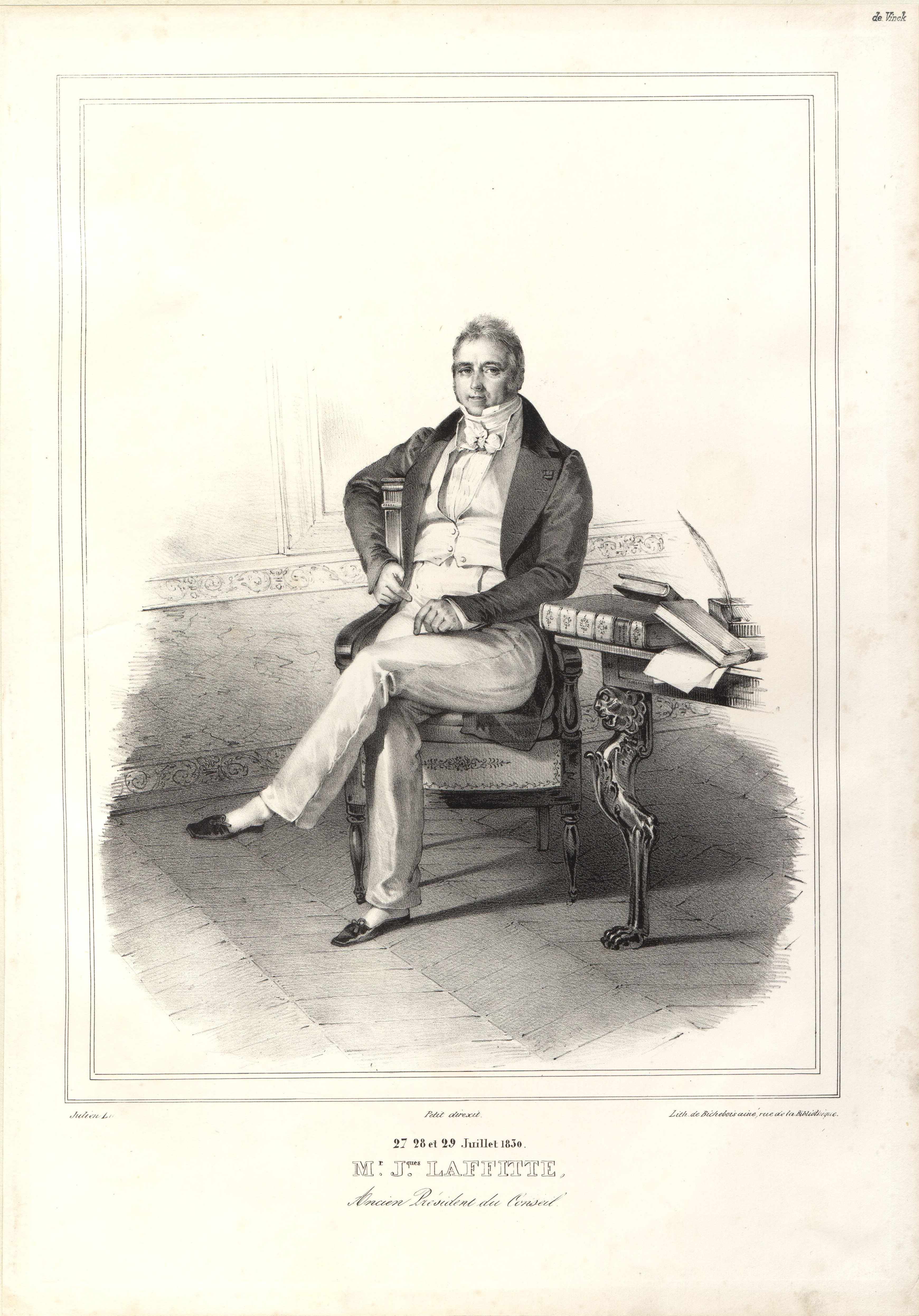
Jacques Laffitte
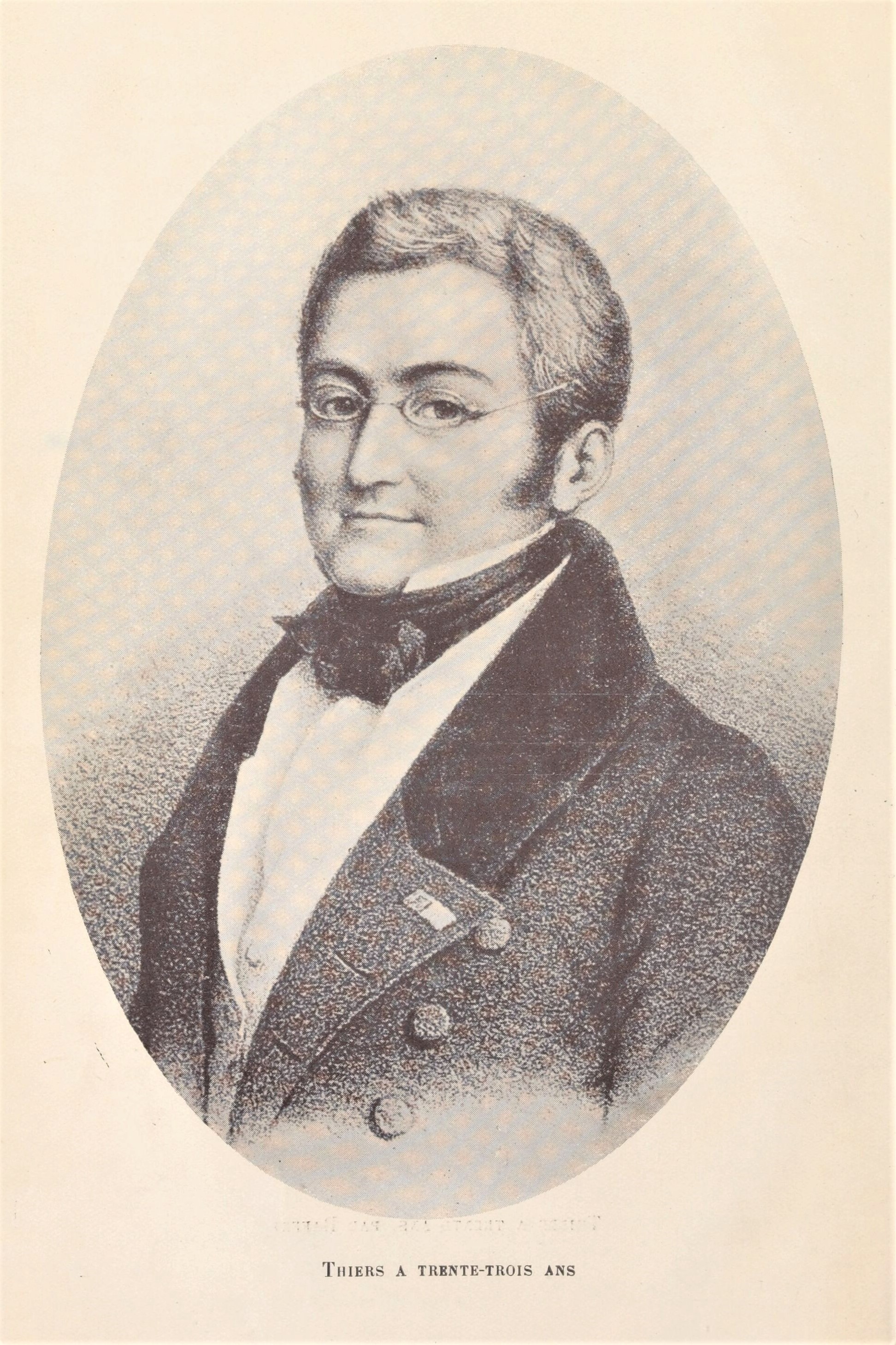
Adolphe Thiers
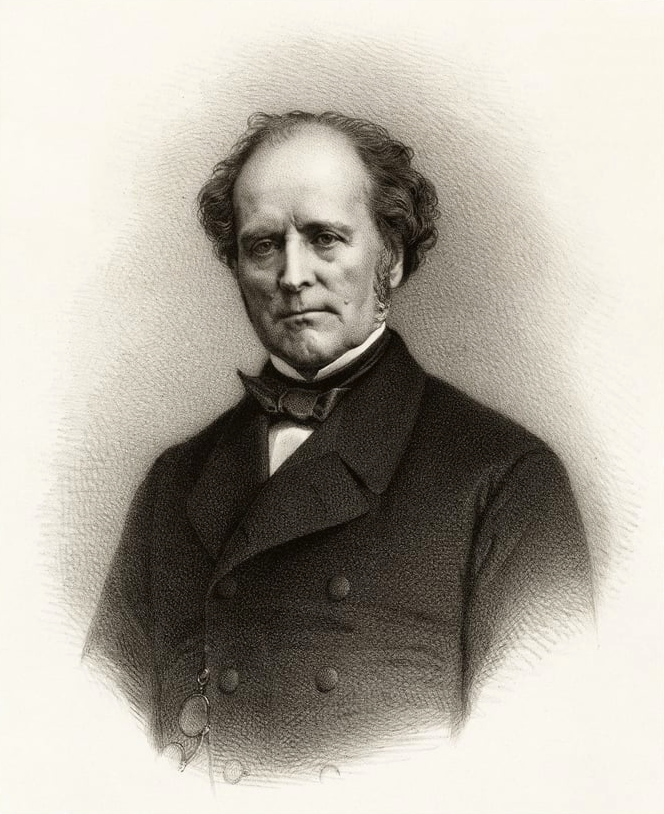
François Mignet
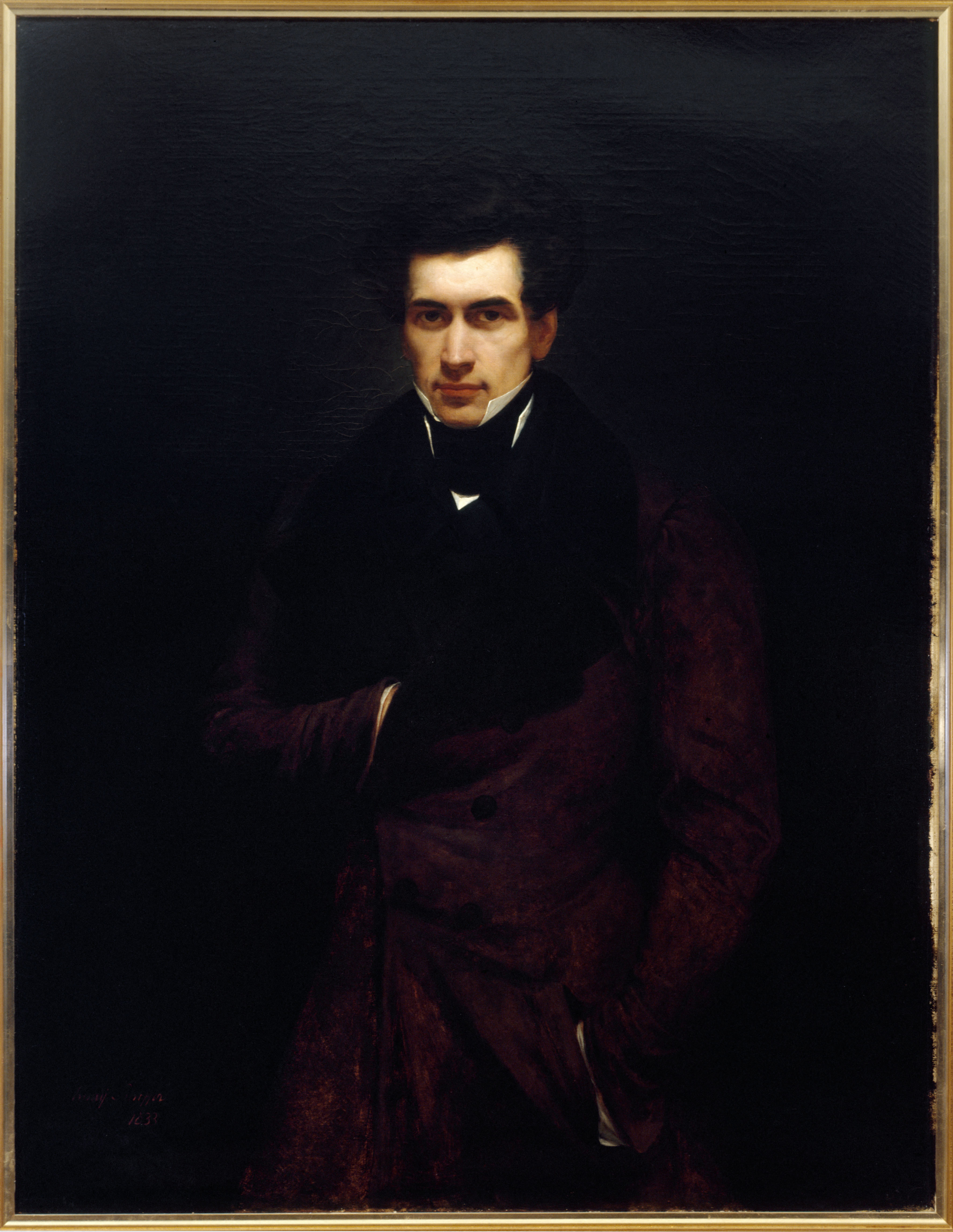
Armand Carrel

### Július 30. Lajos Fülöp uralmának előkészítése
A forradalmárok megosztottak voltak. Egyesek köztársaságot akartak, mások Napoléon François Joseph Charles Bonaparte, I. Napóleon fiának császárságát. Az utóbbi megoldás lehetetlen volt, az előbbit pedig a képviselők minden áron meg akarták hiúsítani. X. Károly lemondott volna a trónról Henri d'Artois gyermek unokájának javára régensségi tanács létrehozásával. Egyes képviselők ezt is meg akarták akadályozni, ezért július 30. hajnalában Laffitte házában fogadta a Le National három szerkesztőjét, Adolphe Thiers-t, François Mignet-t és Armand Carrelt. Lajos Fülöpöt akarták a trónra juttatni és ennek érdekében megfogalmaztak egy szöveget, melyet aláírások nélkül kiplakátoltattak a városban.
A városházán Guizot elfogadta Lajos Fülöpöt. La Fayette-et megkérdezték, mit választ két lehetőség között: legyen-e királyság Lajos Fülöppel a trónon, vagy köztársaság La Fayette-tel az élen. A márki Lajos Fülöpöt választotta.

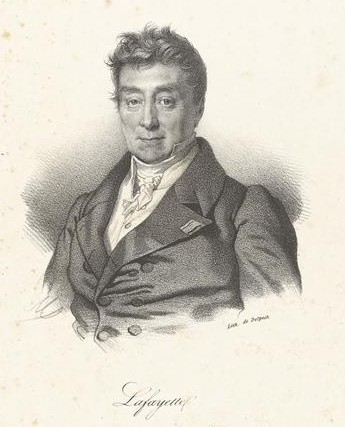
La Fayette márki

A Párizsban levő 92 képviselő összeült a Bourbon-palotában és megszavazta, hogy Lajos Fülöp-nek ajánlják fel a király ideiglenes helyettesítését.
Közben Lajos Fülöp még nem nyilatkozott, hogy akar-e király lenni, és letartóztatásától tartva raincyi kastélyába vonult vissza. Többen külön-külön mentek felkeresni Neuillyben, de csak feleségével és nővérével tudták közölni a fejleményeket. Ők előbb legitimistáknak láttatták magukat és azt állították, hogy Lajos Fülöp nem fogadhatja el, hogy trónbitorlónak tekintsék, de végül meggyőzötteknek mutatkoztak, hogy X. Károly már nem lehet király, és hogy Lajos Fülöp az egyetlen alternatívája egy anarchiát és a külföld ellenségeskedését okozó köztársaságnak. Ezért beleegyeztek, hogy visszahívatják Lajos Fülöpöt Neuillybe. Ez megkapta az üzenetet, de a délután közepén még mindig habozott.

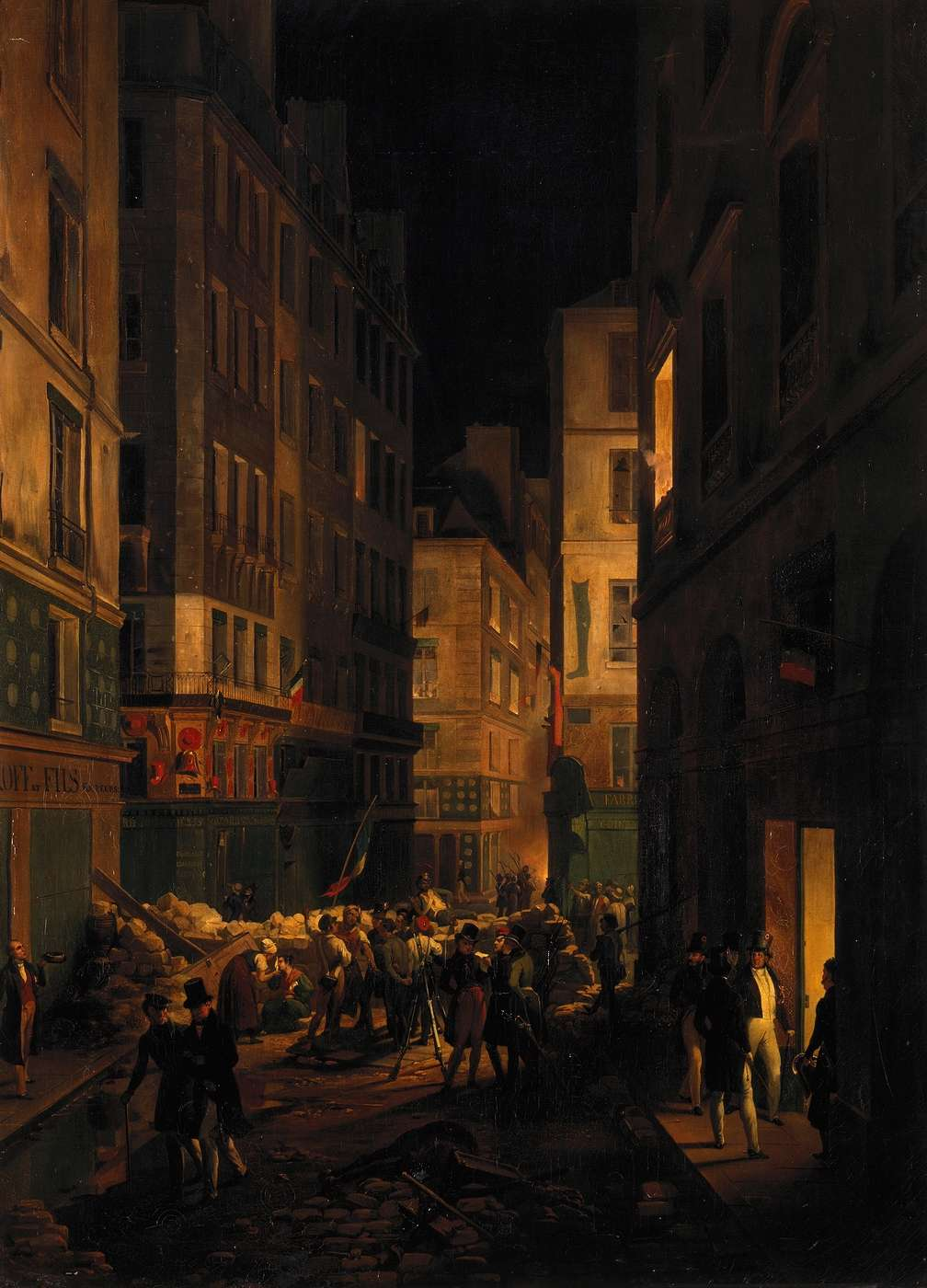
Lajos Fülöp érkezése a Palais-Royalhoz 1830. július 30-án este (Jean-Baptiste Carbillet festménye)

Este Lajos Fülöp visszajött Neuillybe, és kastélyának parkjában bújt el. Ott döntött végül, hogy elfogadja a képviselők felkérését, miután feleségével és nővérével tanácskozott. Ott is hallgatta meg tizenkét sorsolással kiválasztott képviselőtől a hivatalos felhívást, melyet elfogadott. 22 óra felé elhagyta Neuillyt kis számú kísérettel és a Palais-Royalba ment. Útközben betért Talleyrand-hoz és megkapta támogatását. Titokban ment be a Palais-Royalba és küldöncöt menesztett Mortemart herceghez megkérve, hogy jöjjön megbeszélésre vele. Ugyanakkor Laffitte-nek azt üzente, hogy fogadni fogja másnap reggel a képviselők küldöttségét. Mortemart-ral reggel négy órakor találkozott és elhitette vele, hogy nem akar király lenni, de rá akarják kényszeríteni, azonban azt is megkérdezte tőle, hogy hatalmában áll-e mint miniszterelnök elismerni őt a király helyettesének X. Károly nevében. Erre Mortemart nemmel válaszolt, és Lajos Fülöp átadott neki egy levelet a királyhoz, melyben azt állította, hogy ha rákényszerítik a hatalom gyakorlására, akkor azt csak ideiglenesen és a dinasztia érdekében fogja elfogadni.

### Július 31. Lajos Fülöp széleskörű elfogadása
Közben éjszaka X. Károly pánikba esett és elhagyta Saint-Cloud-t. Ezt megtudva reggel, Lajos Fülöp visszahívta Mortemart-t a levéllel, azzal az ürüggyel, hogy ki akar javítani benne valamit. Most már biztos volt benne, hogy nem érheti baj, és hogy szabad az út a trón felé. Kilenc órakor fogadta a képviselők küldöttségét, még ellenkezést színlelt a javaslatukkal, amíg azok kérve kérték, hogy fogadja el, mert megvan azonnali veszélye annak, hogy a városházán kikiáltják a köztársaságot. Így mindig azt mondhatta később, hogy abból a kényszerből tette, hogy megmentse a monarchiát.
Ezek után Lajos Fülöp két másik személlyel együtt a párizsiaknak intézendő kiáltványt szerkesztett meg, melyben kijelentette, hogy a képviselők kérésére elfogadta a király helyettesének tisztségét, hogy nem habozott megosztani a hősies párizsiakkal a rájuk leselkedő veszélyeket, és célja hogy megvédje őket a polgárháborútól és az anarchiától. Emlékeztetett arra, hogy ő is a trikolór kokárdát viseli. Végül előrevetítette, hogy a parlament össze fog ülni és biztosítani fogja a törvényességet és a nemzet jogait, valamint hogy a karta igazán be lesz tartva.
Amikor a képviselők megkapták Lajos Fülöp kiáltványát, ők is kiadtak egyet. Kifejezték benne, hogy a király az abszolút monarchia felé akarta visszairányítani Franciaországot, el akarta törölni azokat a jogokat, melyeket azelőtt megerősítettek a választások, de a hősi párizsi nép győzedelmessé tette ezeket. Azt is kinyilatkozták, hogy ők hívták fel a mindig is Franciaországért küzdő, a nemzeti és alkotmányos eszméhez hű Lajos Fülöpöt betölteni a király helyettesének tisztségét. Továbbá megígérték olyan törvények elfogadását, melyek garantálni fogják az erős és tartós szabadságot, a törvényességet és a nemzet jogait. Ők is azzal fejezték be, hogy a karta igazán be lesz tartva. Ezt a szöveget az összes kb. 90 Párizsban jelen levő képviselő aláírta és elvitte a Palais-Royalhoz.
A köztársaságpárti forradalmárokat felháborította a képviselők manővere Lajos Fülöp javára. Nagyobbik fiát Ferdinánd Fülöp orléans-i herceget, aki vidéken volt egy ezred parancsnoka, és ennek élén ért egy Párizs melletti községbe, letartóztatták és kivégzéssel fenyegették. La Fayette közbelépésére szabadították ki. A városházán a Városi Bizottság megpróbált ideiglenes kormánnyá alakulni. Ez is kiáltványt adott ki azzal, hogy X. Károly megbukott, de nem említette meg, hogy Lajos Fülöp lett a helyettese.
Még hátramaradt a köztársaság veszélyének elhárítása. Ehhez a Lajos Fülöp-pártiak már megnyerték La Fayette-et, és ezzel a köztársaságpártiak elveszítették azt, akit az egyetlennek hittek képesnek elfogadtatni a köztársaságot. 14 óra felé Lajos Fülöp elindult a Palais-Royaltól a vározháza felé a képviselőkkel együtt. Nehezen haladtak a barikádokon keresztül, és az ellenséges tömeg „Le a Bourbonokkal!” kiáltásokkal fogadta. A városházánál La Fayette fogadta Lajos Fülöpöt. Az ottani tömeg még mindig ellenséges volt iránta. Egy képviselő felolvasta a képviselők kiáltványát, és ez valamennyire jól hatott a tömegre, majd La Fayette felkísérte Lajos Fülöpöt az erkélyre, ahol egy nagy trikolórt tartva összeölelkeztek. Ez megnyerte a tömeg rokonszenvét, mivel La Fayette nagyon népszerű volt a felkelők között.

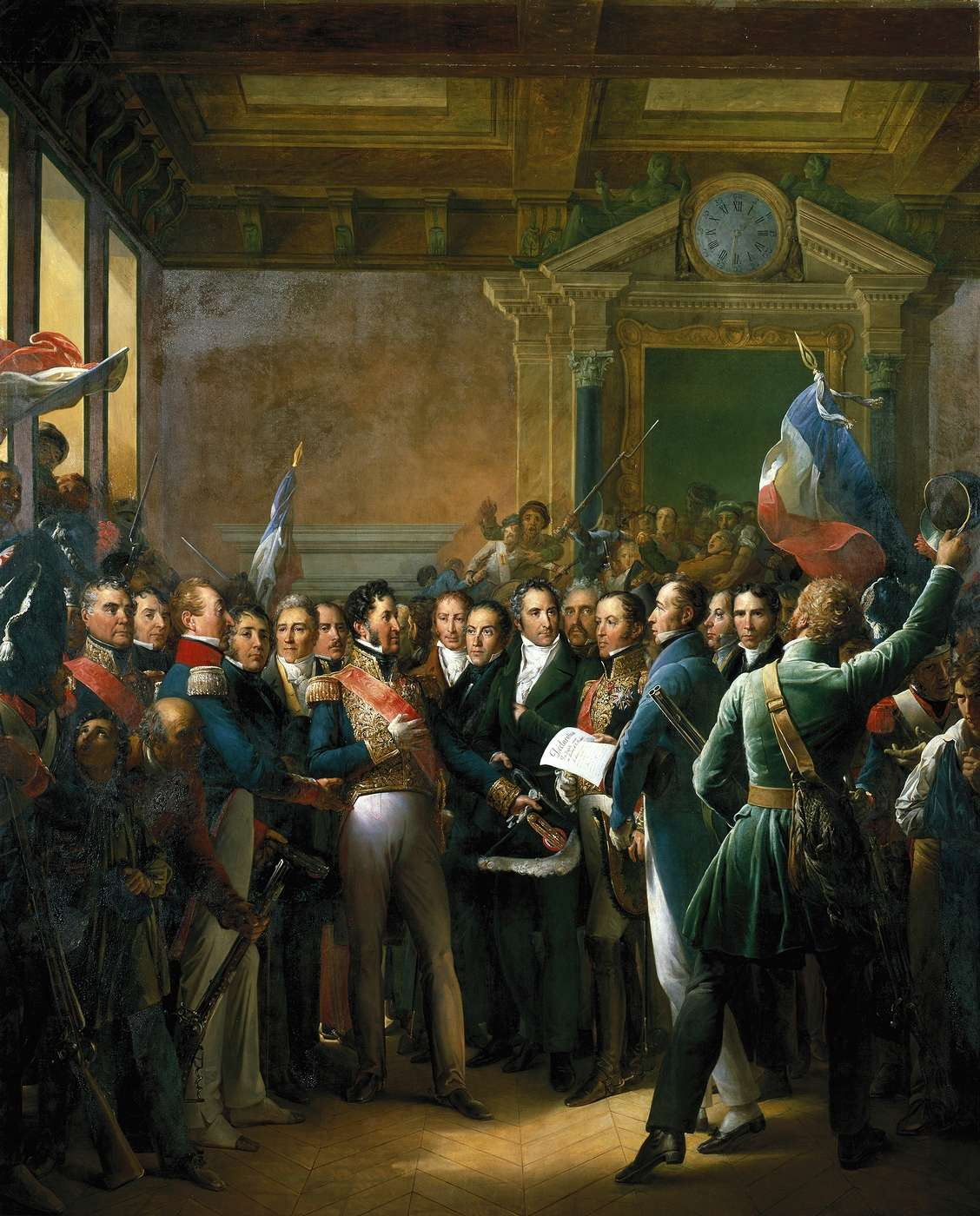
A képviselők kiáltványának felolvasása a városházán 1830. július 31-én (François Gérard festménye)

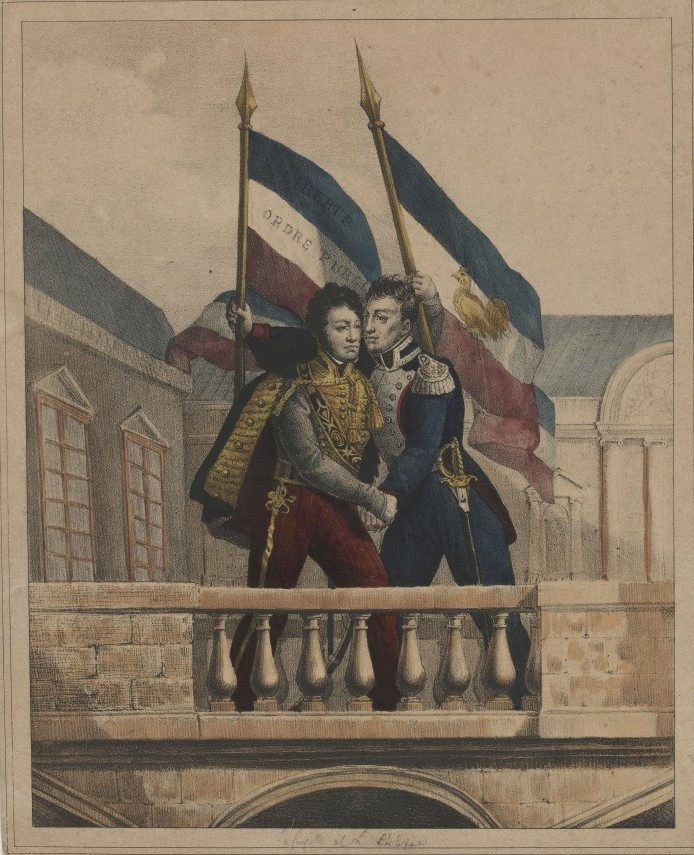
La Fayette és Lajos Fülöp a városháza erkélyén

A visszaúton a Palais-Royal felé Lajos Fülöpöt már kedvezőbben fogadta a tömeg. Akkor történt meg először, hogy egy olyan személyiség, mint ő kezet rázott tömegbeli emberekkel. A tömeg követte és ellepte a Palais-Royalt és környékét. Lajos Fülöp oda hívatta családját, akit kellemetlenül érintett a látvány.
A következő tíz nap alatt Lajos Fülöp megerősítette hatalmát, eltávolította úgy a köztársaság kikiáltásának, mint a Bourbon-királyság megmaradásának veszélyét. Augusztus 3-án X. Károly és családja száműzetésbe indult, augusztus 9-én pedig Lajos Fülöpöt királlyá kiáltotta ki a parlament.

## A forradalom áldozatai
Általában hozzávetőlegesen ezerre becsülik a halottak számát: 800 felkelő és 200 katona. Sebesült közel 5000 volt: 4000 felkelő és 800 katona. A halott vagy sebesült felkelők között a legtöbb egyszerű ember volt, két harmaduk iparos műhelyekben dolgozó munkás, de sok polgári származású egyetemista is.

## A forradalom jellege
Az 1830-as forradalom részvevőit illetően különböző vélemények találhatók a történetírásban. Kommunista és szocialista történészek, például Ernest Labrousse szerint a társadalmi kirekesztés és a gazdasági válság áldozatai voltak. David H. Pinkney amerikai történész viszont úgy véli, hogy a felkelők nem szegény emberek voltak, hanem nagy többségben régi és tiszteletnek örvendő mesterségeket űző iparosok, üzlettulajdonosok és alkalmazottak. A harcoló felkelők számát általában 8000-re becsülik 12 000 fegyveressel szemben, de a felkelőket támogatta a lakosság többsége, aki részt vett a barikádok építésében és az épületek emeleti ablakaiból támadta a katonákat.
Guy Antonetti történész szerint a részvevőit illetően az 1830-as forradalom népi jellegű volt, de nem spontán. Egy kis számú köztársaságpárti csoport, köztük François-Vincent Raspail és Auguste Blanqui manipulálta őket. Ezeknél több vezér bonapartista volt, főleg volt katonák a császári hadseregben, akik a carbonari mozgalom ihlette titkos társaságokhoz tartoztak. Azt használták ki, hogy a népet társadalmi, antiklerikális és hazafias gyűlölet fűtötte a visszaállított Bourbon-monarchia ellen, az ő arrogáns külföldről visszahozott arisztokrata kamarillájával. Nem az bőszítette fel a népet, hogy a király rendeleteivel vissza akart hozni valamit az abszolutizmusból. Ez a liberális képviselők által képviselt polgárságot és nemességet háborította fel. Az ő emberük volt Lajos Fülöp, és azért térítették el a forradalmat, hogy uralma alatt ők vegyék át az addigi kiváltságosok helyét.
André Encrevé történész nézetében a felkelők a szabadságért, főleg a római katolikus egyház által a népre kényszerített képmutató vallásosság alól való felszabadulásért is harcoltak. Az eseményeket azért lehet forradalomnak minősíteni, mert rendszerváltozást hoztak. Bár az államforma a monarchia maradt, ez már nem isteni jogú volt, hanem parlament szavazatán alapuló.
Jean Tulard történész úgy véli, hogy a felkelők többségét munkások adták, közülük legtöbben vidékről jött nagyon szegény, forradalmi múlt és hagyományok nélküli idénymunkások, akiket könnyen vezettek egyetemisták és politikai vezérek, de a forradalom nyomán a Voltaire eszméin nevelkedett polgárság győzedelmeskedett a klerikális érzelmű arisztokrácia felett. Egyébként a felkelés csak Párizsra korlátozódott. Vidéken a forradalom a következményeiben nyilvánult meg.
François Furet történész azt állítja, hogy a forradalmat a királyi államcsíny robbantotta ki. Az első volt a francia forradalom után. Ez búvópatakként élt tovább és bukkant elő újra 1830-ban, stratégiáját is örökölve a barikádok alakjában. Győzelmes volt, de nem tudott érvényesülni, hiszen új király trónra jutásával ért véget. E történész szerint ezt a forradalmat a nép és a polgárság egysége jellemezte. Ez utóbbi alatt az a társadalmi réteg értendő, melyet a gazdagság és az iskolázottsági szint határozott meg. A forradalomban részt vevő tagjai több területet képviseltek: a pénz világát, az ipart, az irodalmat, az egyetemet, a politikát. Ők tartották ellenőrzésük alatt a megmozdulást. E forradalom kimenetele viszont azt is tükrözte, hogy a polgárság félt a néptől, emlékezett a francia forradalom idejében dúló jakobinus terrorra. A júliusi forradalom politikai számítások vezérelte forradalom ritka példája.
Philippe Vigier történész szerint is a forradalom alatt egység volt a népi rétegek és a polgárság között, amit ő az ebből toborzott Nemzetőrség részvételével illusztrál.

## A forradalom következményei

### Franciaországban
A forradalom liberálisabb rendszert hozott az előzőnél. Ezt tükrözték már az alkotmányos karta a Képviselőház által 1830. augusztus 3-án megszavazott módosításai. Ezek értelmében többek között a katolicizmus elvesztette államvallási státuszát; a cenzúra megszűnt; a királyi rendeletek csak a törvények végrehajtására vonatkozhattak, nem felfüggesztésére vagy végrehajtásuk alóli felmentésre; nemcsak a király, hanem a parlament két háza is javasolhatott törvényeket. A liberalizmus megerősödése lehetővé tette az új monarchia első éveiben a szólás- és egyesülési szabadság kifejlődését, ami a demokrácia ébredéséhez és a munkásmozgalom megjelenéséhez járult hozzá.
Az új rendszerrel vége szakadt az uralkodó szuverenitásának, mely immár a parlament által képviselt nemzetre hárult. Ez a rendszer választott királysággal volt rokon, ami ellentmondásos módon ugyanakkor örökletes monarchia is volt, és bizonytalanságot vetített a hatalom legitimitására. Ez a forradalom nyomán született monarchia az eredete kérdésébe fog ütközni a jövőben, mert ha elfogadja forradalmi oldalát, akkor megosztja a vezető rétegét, amely egy része elutasította a nép szuverenitását, viszont ha a rendszer elutasítja forradalmi oldalát, akkor elszakad a néptől, aki megvalósította a forradalmat. Az utóbbi választással az új rendszer mégse vonhatta magához a Bourbon-dinasztia híveit, akik tagadták e monarchia legitimitását.
A forradalom nyomán a hatalom és a társadalom megtapasztalta a nép politikai erejét, azt, hogy számolni kell vele. Már a forradalom előtt létező, de gyenge elterjedésű társadalmi ideológiák egyre több teret hódítottak utána, elsősorban Saint-Simon utópista szocializmusa.
A Bourbonok elleni gyűlölethez kötött forradalmi hazafiasságból az az eszme fejlődött ki, hogy Franciaországnak történelmi feladata van, hogy tőle fog kiindulni a Szabadság Európa meghódítására.
Ugyancsak ebből a forradalomból indult fejlődésére az egyben nemzeti jellegű és társadalmi érdeklődésű liberális katolicizmus. Ez össze akarta békíteni az egyházat a forradalommal, a szabadságjogokért szállt síkra, beleértve az akkoriban az egyház uralta oktatás szabadságát, és a despotizmus, valamint az idegen uralom ellen harcoló európai népek ügyét támogatta.
A forradalom előtt Franciaországban még alig csírájában létező romantika az után indult hódító útjára, az irodalmi forradalomhoz hozzáadva a politikai és erkölcsi lázadást, amire példák Victor Hugo és George Sand művei.

### Európában
Az 1830-as francia forradalom hatására forradalmi megmozdulások robbantak ki több európai országban is, melyek nyomán számos lengyel, német és olasz menekült jutott Párizsba. Ezek jelentősen járultak hozzá a Franciaország történelmi feladatáról szóló eszme megjelenéséhez.
Lengyelországban valóságos háború tört ki ún. novemberi felkelés néven az orosz uralom ellen. 1830. november 29-től 1831. szeptember 8-ig voltak harcok, melyek a felkelés leverésével végződtek.
Az egyetlen sikeres megmozdulás az 1830. augusztus 25-én kirobbant bruxelles-i felkelés volt, mely október 4-én a független Belgium létrejöttét eredményezte.
Olaszországban a júliusi forradalom ihlette megmozdulások a Risorgimento, azaz Itália egyesítésének hosszú folyamata keretében zajlottak le helyi szinten, elszigetelten egymástól 1831 februárjában Modenában, Parmában és Bolognában.
Németországban is voltak megmozdulások a francia 1830 hatására egyes fejedelemségekben, melyek nyomán néhány megijedt fejedelem alkotmányt ígért.